# Spiekeroog
Das Nordseeheilbad Spiekeroog ist eine der ostfriesischen Inseln im niedersächsischen Wattenmeer. Die Insel liegt zwischen Langeoog und Wangerooge und hat eine Fläche von 18,25 Quadratkilometern. Die geringste Entfernung zum Festland beträgt 5,7 Kilometer. Die Gemeinde Spiekeroog gehört zum Landkreis Wittmund. Sie ist die nördlichste Gemeinde dieses Landkreises und damit auch Ostfrieslands.
Die Düneninsel ist autofrei und über eine Fährverbindung mit dem Sielhafen Neuharlingersiel verbunden. Spiekeroog hat als einzige der sieben bewohnten Ostfriesischen Inseln keinen Flugplatz. Im Hafenbereich ist ein Landeplatz für Hubschrauber nach den üblichen Standards eingerichtet. Für das Radfahren gibt es Einschränkungen. Auf Spiekeroog leben ständig knapp 850 Einwohner, zentraler Wirtschaftsfaktor ist der Tourismus.
Die Herkunft des Namens Spiekeroog, urkundlich erstmals 1398 als Spickeroch erwähnt, ist umstritten.

## Geografie

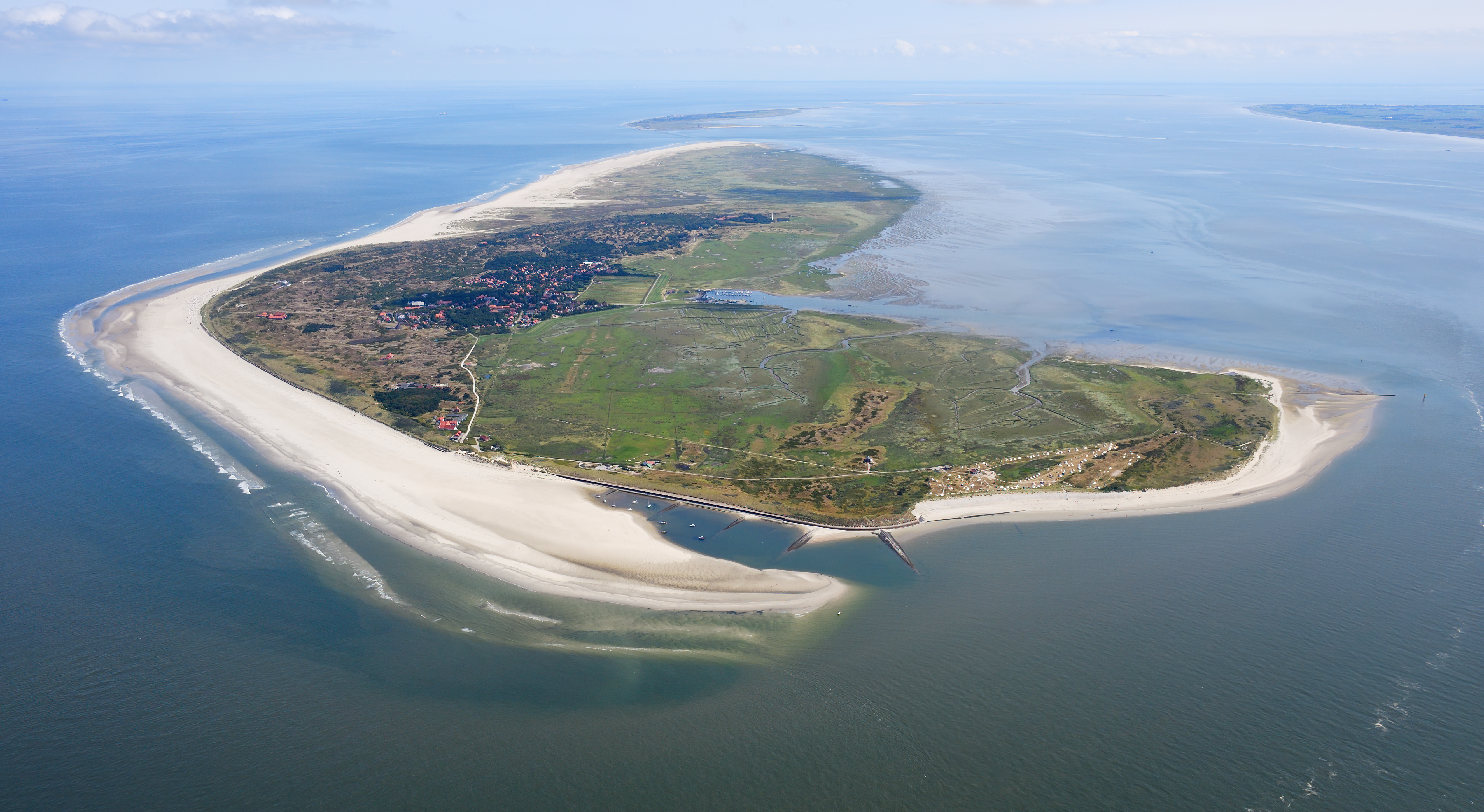
Luftaufnahme der Insel Spiekeroog von Westen aus

Lage von Spiekeroog innerhalb der Ostfriesischen Inseln

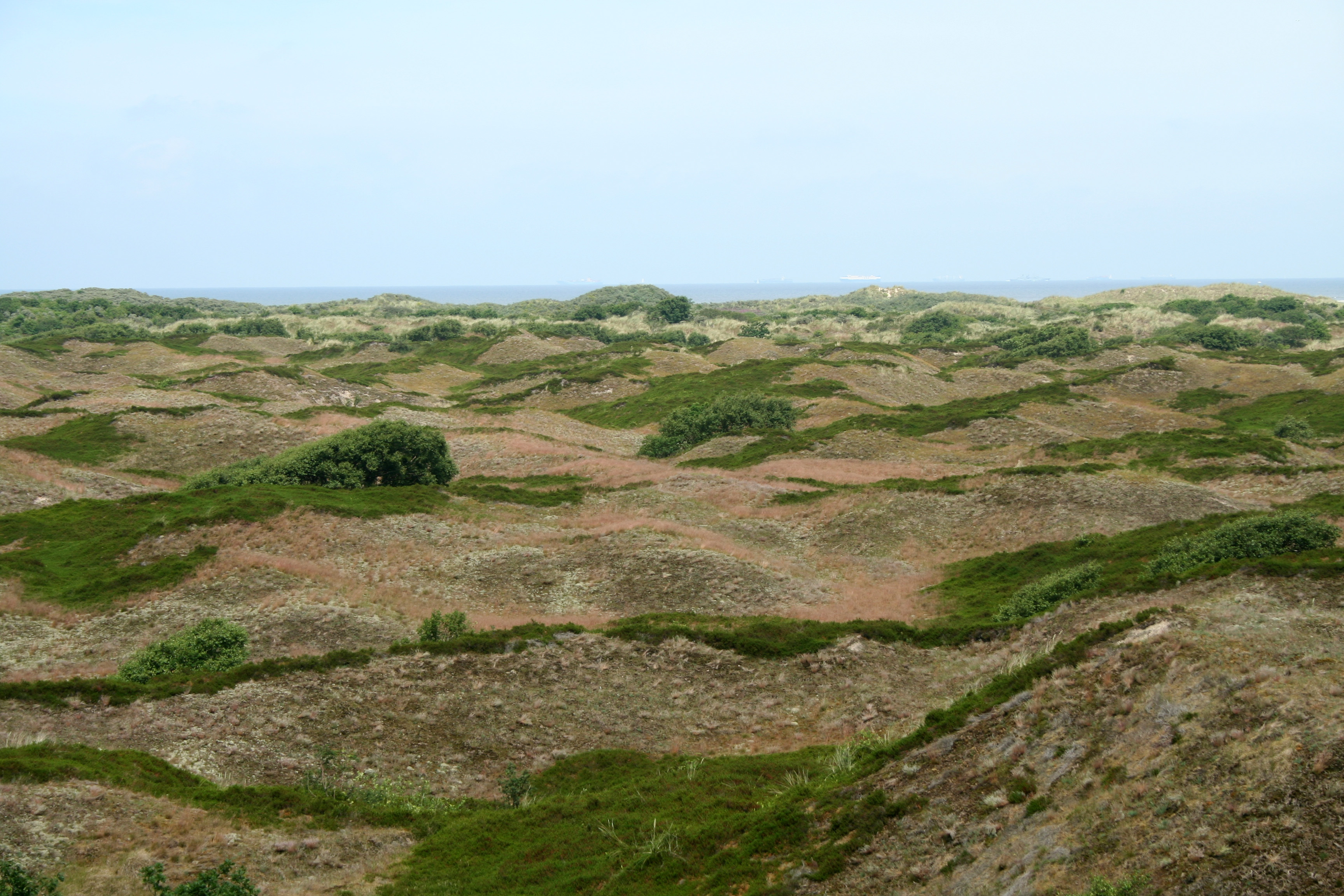
Braundünen. Auf den mittlerweile versauerten Böden überzieht die Krähenbeere in großen dunkelgrünen Teppichen die Nordhänge der Dünen.

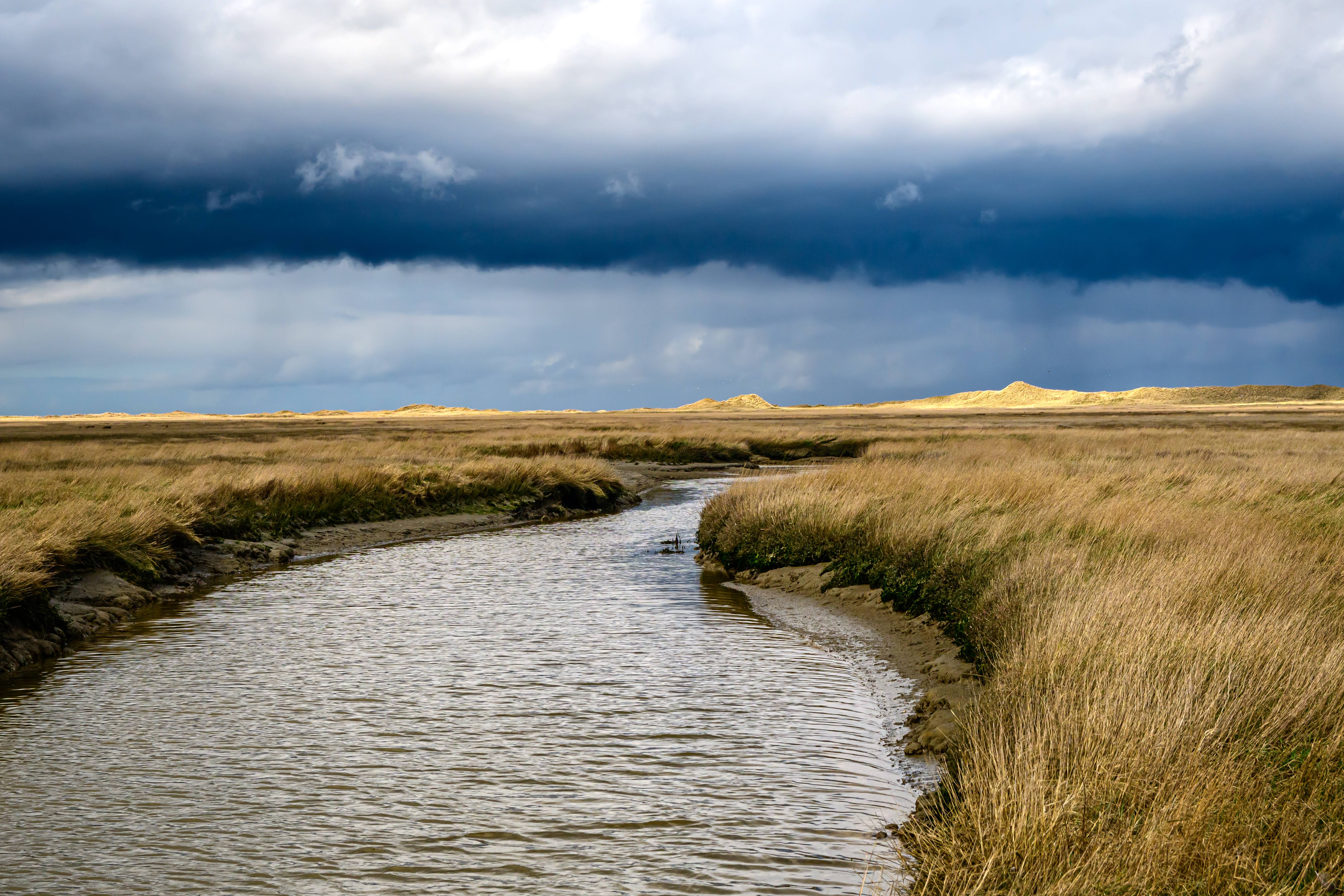
Die Ostplate

Spiekeroog ist eine der Ostfriesischen Inseln und liegt im 2780 Quadratkilometer großen Nationalpark Niedersächsisches Wattenmeer. Bei diesen Inseln handelt es sich nicht wie bei den Nordfriesischen Inseln um Reste einer von Sturmfluten abgetragenen Küstenlandschaft. Stattdessen bildeten sich die Ostfriesischen Inseln aus vom Wind angewehten Sandbänken vor etwa 5000 Jahren. Aufgrund der Gezeitenströmungen sowie der starken vorherrschenden Westwinde wandern die Inseln permanent von Nordwest nach Südost. Dies führte dazu, dass praktisch alle Inseldörfer, einstmals in der Inselmitte angelegt, heute jeweils am Westrand der Inseln zu finden sind. Erst durch die Befestigungen der Inselküsten (Küstenschutz) Anfang des 20. Jahrhunderts wurde diese Wanderung eingedämmt.
Vor etwa 300 Jahren war die Insel Spiekeroog noch deutlich kleiner. Durch die Verschmelzung mit den Inseln Lütjeoog und Oldeoog sowie das Eindeichen und Trockenlegen der Harlebucht erhielt sie die heutige Größe und Form.

### Anstieg des Meeresspiegels
Große Teile Spiekeroogs liegen nur wenige Meter über Normalhöhennull. Dadurch ist die Insel vom weltweiten Anstieg des Meeresspiegels infolge der globalen Erwärmung langfristig bedroht. Bisher war kein signifikanter Anstieg des Wasserstands zu erkennen; erwartet wird er ab der zweiten Hälfte des 21. Jahrhunderts. Das Land Niedersachsen richtet seine Küstenschutzstrategie im Nordseebereich darauf aus, dass der Meeresspiegel laut dem IPCC-Bericht des Weltklimarats von 2019 bis zum Jahr 2100 um 60 bis 110 cm steigen wird. In der Folge ist eine erosionsbedingte Gefährdung von Stränden und Vorstränden zu erwarten, was sich negativ auf den Tourismus auf der Insel auswirken würde. Zum Schutz soll die Umsetzung des 2010 erstellten „Generalplans Küstenschutz - Ostfriesische Inseln“ des Niedersächsischen Landesbetriebes für Wasserwirtschaft, Küsten- und Naturschutz (NLWKN) beitragen. 2023 gab der niedersächsische Umwelt- und Klimaschutzminister Christian Meyer bekannt, dass das Land Niedersachsen und der Bund die Zuschüsse für den Insel- und Küstenschutz erhöhen. Im Fokus der Anstrengungen ständen der Deichbau auf Spiekeroog und an der ostfriesischen Küste.

### Schutz der Insel vor Sturmfluten

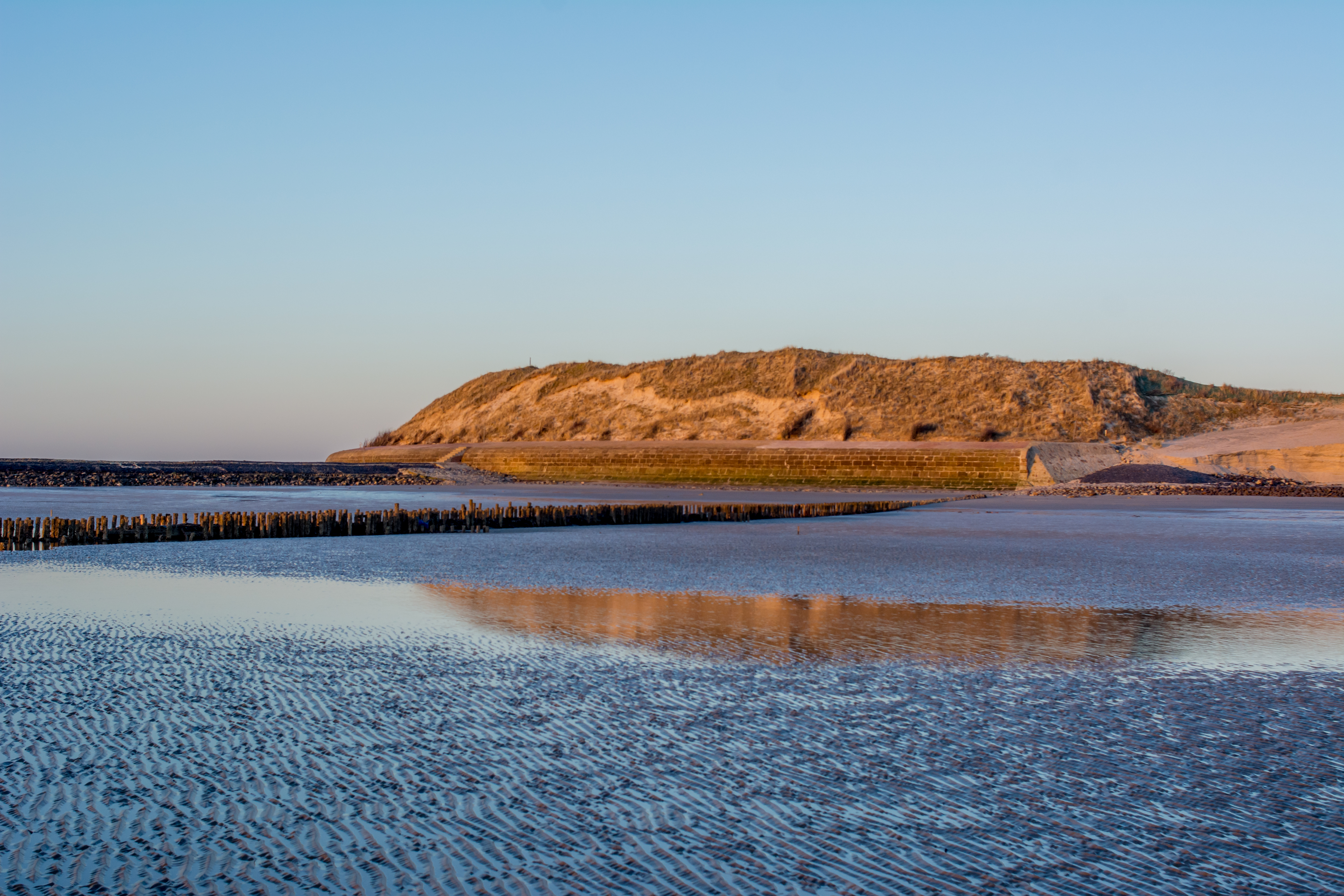
Küstenschutz im Westen Spiekeroogs. Links im Bild erkennt man eine Buhne, davor eine Lahnung, in der Mitte die Hessenwand mit Sandfangzäunen auf ihrer Oberseite, rechts beginnt der aufgespülte Sandkörper vor dem Campingplatz.

Die Dünen im Nordwesten, Norden, Osten und Südosten der Insel sind ein über 10,6 Kilometer langer natürlicher Schutz der Insel vor Sturmfluten mit besonders hoch auflaufendem Hochwasser. Sie werden durch das Land Niedersachsen, den NLWKN, unterhalten. Dies geschieht durch Einstecken von Reisig zum Sandfangen, Anpflanzen von Strandhafer sowie durch Ausbringen von getrocknetem pflanzlichen Belag auf unbewachsenen Bereichen zur Vermeidung von Sandverwehungen durch den Seewind. Nach Sandabbrüchen im seeseitigen Bereich der Dünen durch Wellenschlag bei hoch auflaufendem Wasser bei Sturmfluten wird neuer Sand an den Schadstellen aufgespült und mit den vorstehend geschilderten Methoden gesichert. Zusätzlich zu dem Schutz der Insel durch die Dünenkette gibt es im Westen und Nordwesten der Insel 14 Buhnen, gemauerte Deckwerke und die sog. „Schuhmacherwand“ aus den 1930er Jahren. Letztere beide sollten das Risiko senken, dass die Insel im Westteil durchbrochen wird.
Bei der Sturmflut 1962 wurde ein Teil des Dorfes, auch der Bahnhof, überschwemmt. Das Wasser kam vom Watt her von Osten durch das Friederikental und von Westen über die niedrigen Flächen in den Ort. Der dorfnahe 1,6 Kilometer lange Süddeich, der Hauptdeich zum Wattenmeer, wurde daher in den 1970er Jahren neu gebaut und die Lücken im Osten und Westen zwischen Deich und Dünen geschlossen. In der Nähe des früheren Bahnhofs lässt ein Tor im Deich den Verkehr der Pferdebahn zu. Das Tor ist im Winter verschlossen. Auf der Innenseite des Süddeiches baute der Landesbetrieb in den 2010er Jahren einen Deichverteidigungsweg, der auch als Ortsumgehung für Gütertransporte zur Entlastung des inneren Dorfes dient.
Der Bereich der Hermann-Lietz-Schule östlich des Dorfes war in den 1930er Jahren durch mit Grassoden bedeckte Sanddämme aus Material, das vor Ort gewonnen wurde, geschützt. Die geringe Höhe dieser Deiche, die fehlende Abdeckung mit Klei und die zu steilen Böschungen machten eine Neukonzeption des Schutzes in diesem Bereich nötig. Die Deiche wurden in den 2010er Jahren neu profiliert, auf bis sieben Meter erhöht und zusätzlich ergänzt. 2018 begann der NLWKN im Bereich nordöstlich der Hermann-Lietz-Schule angesichts zu schmaler und zu niedriger Schutzdünen auf einer Länge von 400 Metern mit einer Verbreiterung und Erhöhung dieser Dünen. Um die neue Düne naturnah zu gestalten, sind unterschiedliche Höhen und Böschungsschrägen vorgesehen. Damit soll eine typische Dünenstruktur nachgebildet werden. Nach einer Bedeckung mit Heu, das die Verwehung des Sandes verhindern soll, ist im Herbst und Winter 2018 das Anpflanzen von Strandhafer zur Bindung des Sandes, zur Regenerierung und Einbindung in die umgebende Dünenlandschaft vorgesehen. Zur Schonung des Brutgeschehens der Seevögel ist der Beginn der Arbeiten auf einen Zeitpunkt nach der Brutphase gelegt worden. Der Sand kann alten niedrigen Deichen südlich der Hermann-Lietz-Schule entnommen werden. Diese Deiche sind entbehrlich, durch ihr Entfernen entstehen neue Salzwiesen. Das Vorhaben wird auch genutzt, um nicht standortgerechte Kartoffelrosen-Flächen zu entfernen und Dünenbereiche zu reinigen. Die erforderlichen etwa 350.000 Euro werden aus der Bund-Länder-Gemeinschaftsaufgabe zur Verbesserung der Agrarstruktur und des Küstenschutzes finanziert.
Sturmfluten an der Nordseeküste führen zu wesentlich höheren Wasserständen bei Hochwasser. Dies bewirkt zusammen mit dem durch den Sturm verursachten stärkeren Wellenschlag eine extreme Beanspruchung des Inselschutzsystems aus Dünen, Sandaufspülungen und Deichen. Im 21. Jahrhundert gab es an der deutschen Nordseeküste sehr schwere Sturmfluten am 1. November 2006 (Allerheiligenflut 2006), 9. November 2007 (Orkan Tilo) und am 5./6. Dezember 2013 (Orkan Xaver), von denen auch Spiekeroog betroffen war. Die Dezember-Sturmflut 2013 brachte für Spiekeroog einen Wasserstand von 271 Zentimetern über dem durchschnittlichen Hochwasser.

### Besonderer Schutz im Zeltplatzbereich

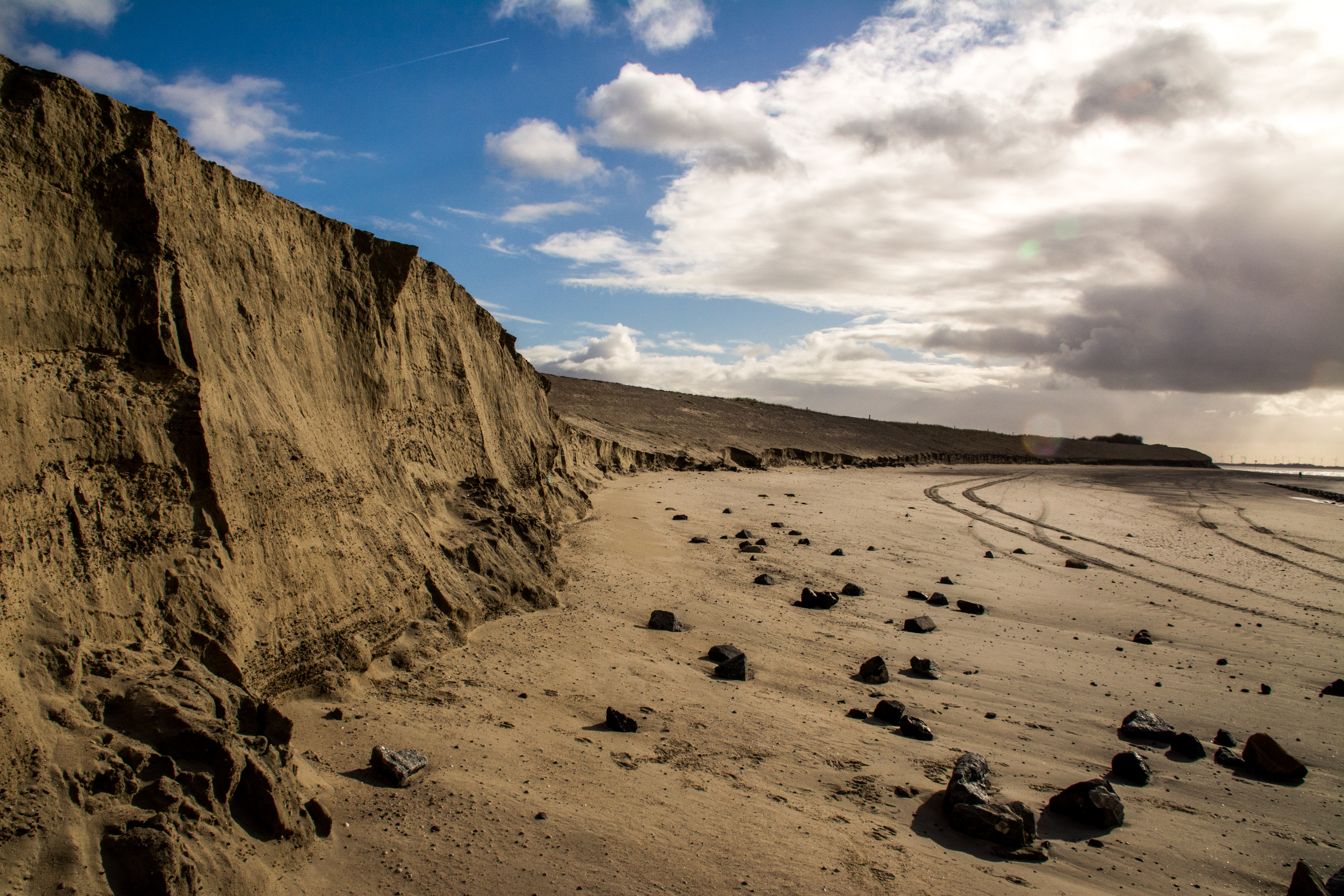
Sturmflutschäden am aufgespülten Verschleißkörper zum Schutz des Zeltplatzes (Zustand Ende Oktober 2017)

Immer neue erhebliche Abbrüche der Dünen im Bereich des Zeltplatzes in den 2000er Jahren haben dazu geführt, dass die Dünen zu mehr als zwei Dritteln weggespült wurden. Sandaufspülungen, das Auftragen von sandgefüllten Bigbags sowie das Einstecken von Reisigmaterial zum Sandfang und Bepflanzen des erhaltenen Dünenrestes soll die Dünen erhalten und stabilisieren. Zusätzlich werden Dünen neu geschaffen, die zu ihrer Stabilisierung mit Strandhafer bepflanzt werden, weil diese Pflanze besonders tiefe Wurzeln bildet. Nach weiteren Abbrüchen der Dünen im nordwestlichen Bereich der Insel vor dem Zeltplatz besteht die Gefahr, dass es bei einer Sturmflut an dieser Stelle zu einem Durchbruch und damit einer Zweiteilung der Insel kommt. Daher wurden 2017 etwa 80.000 Kubikmeter Sand vor dem Zeltplatz fast auf dessen ganzer Länge aufgespült und als Dünen modelliert. Damit sollten die vorhandenen Restdünen im oberen Bereich um etwa 15 Meter verbreitert und der Dünenkörper im Ganzen verstärkt werden. Bei einem Sturmtief am 8. Januar 2019 mit Windgeschwindigkeiten von 117 km/h erreichte das Mittagshochwasser einen Stand von 1,81 m über dem mittleren Tidehochwasser. Dies führte im Bereich des Zeltplatzes zu erheblichen Sandabbrüchen bei dem 2017 aufgeschütteten Dünen, die als Verschleißkörper geplant waren. Die Abbruchkante erreichte eine Höhe von 1,50 m, im Bereich der westlich gelegenen „Hessenwand“ war sie doppelt so hoch.
Im Sommer 2023 hat das Land Niedersachsen auf 400 Metern mit einer erneuten Sandaufspülung vor dem Zeltplatz die dortigen Dünen verstärkt. Zum Schutz der dort brütenden Uferschwalben wurde die Maßnahme erst Ende August und damit später als ursprünglich geplant durchgeführt, da auf das Ausfliegen der Nachbrut gewartet wurde.

### Flächennutzung
| Nutzung                            | Hektar |
| ---------------------------------- | ------ |
| Gebäude- und Freifläche            | 0046   |
| davon Wohnfläche                   | 0023   |
| davon Gewerbe- und Industriefläche | 0001   |
| Betriebsfläche                     | 0001   |
| Erholungsfläche                    | 0012   |
| davon Grünanlage                   | 0003   |
| Verkehrsfläche                     | 0020   |
| davon Straße, Weg, Platz           | 0012   |
| Landwirtschaftsfläche              | 0320   |
| Wasserfläche                       | 0013   |
| Waldfläche                         | 0013   |
| Flächen anderer Nutzung            | 1400   |
| davon Unland                       | 1400   |
| Gesamtfläche                       | 1825   |

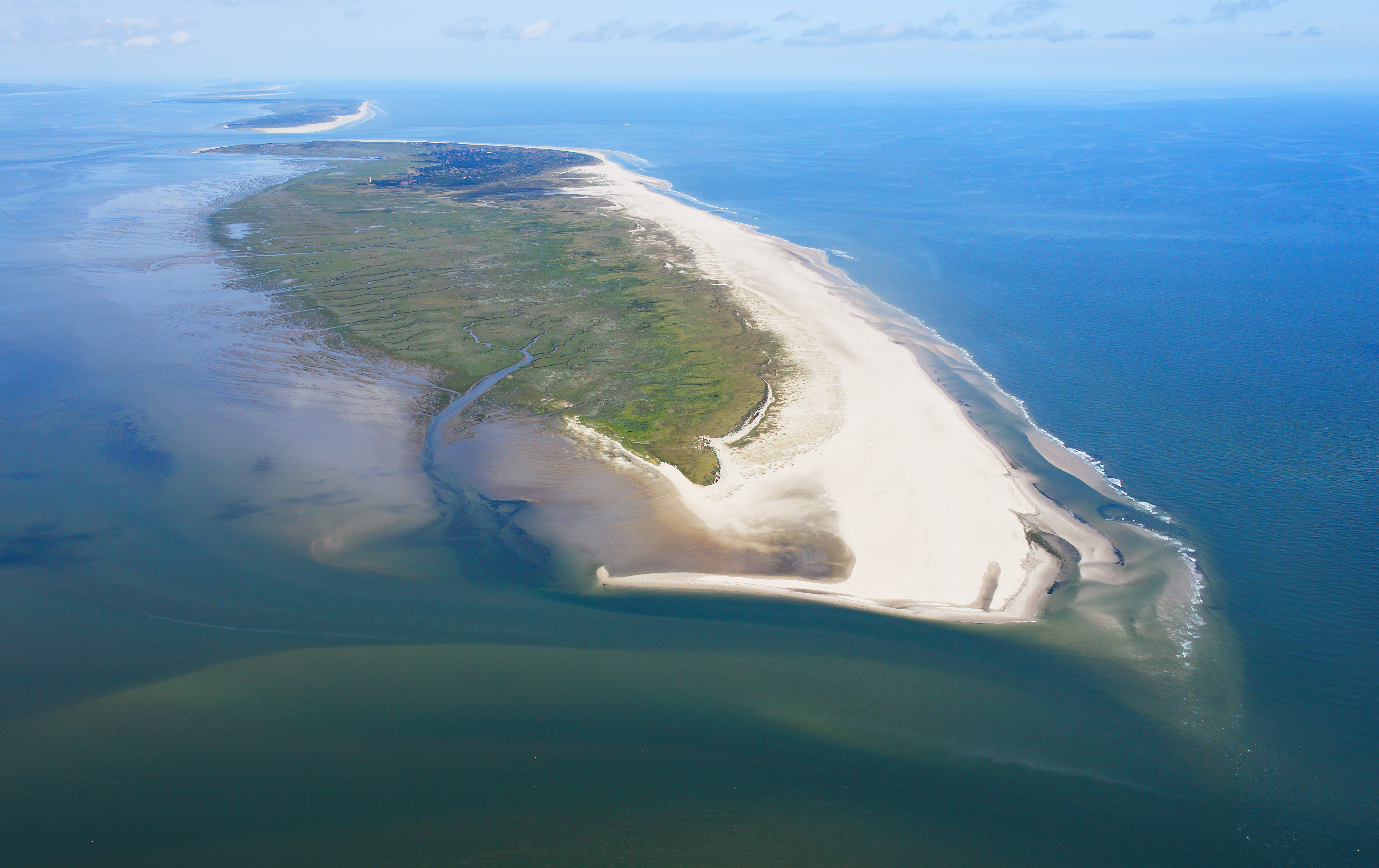
Spiekeroog von Osten aus der Luft gesehen

Für eine Nordseeinsel untypisch, besitzt Spiekeroog einen vergleichsweise großen Baumbestand. Wäldchen (unter anderem aus eher Krummholz-Eichen und Schwarzkiefern, Erlen, Zitterpappeln und Ebereschen) stellen eine Besonderheit auf den durch karge Sandböden geprägten Ostfriesischen Inseln dar; sie gaben Spiekeroog auch den Beinamen „Grüne Insel“. Zu diesem Namen trägt auch die üppige Ausprägung von dunkelgrünen Krähenbeerheiden auf alten, sogenannten „Braundünen“ im Inneren der Insel bei. Im übertragenen Sinn steht „Grüne Insel“ auch für den Vorrang des Naturschutzes in weiten Teilen Spiekeroogs. Hier ist vor allem die „Ostplate“ mit weiten Sandstränden und Primärdünenbildungen zu nennen. Dieses Sand-Akkumulationsgebiet macht mehr als die Hälfte der gesamten Inselfläche aus und bildet eines der für die Vogelwelt wichtigsten Areale der Ostfriesischen Inseln. Aber auch beispielsweise die Norddünen sind für Vögel von Bedeutung; viele seltene Arten wie Sumpfohreule und Rohrweihe brüten hier.
Das Inseldorf Spiekeroog befindet sich auf der dem Festland zugewandten Südseite der Insel. Zwischen dem im Norden und Westen der Insel gelegenen Strand und dem Dorf liegen ausgedehnte Dünenlandschaften.

## Geschichte

### Bis zum 19. Jahrhundert

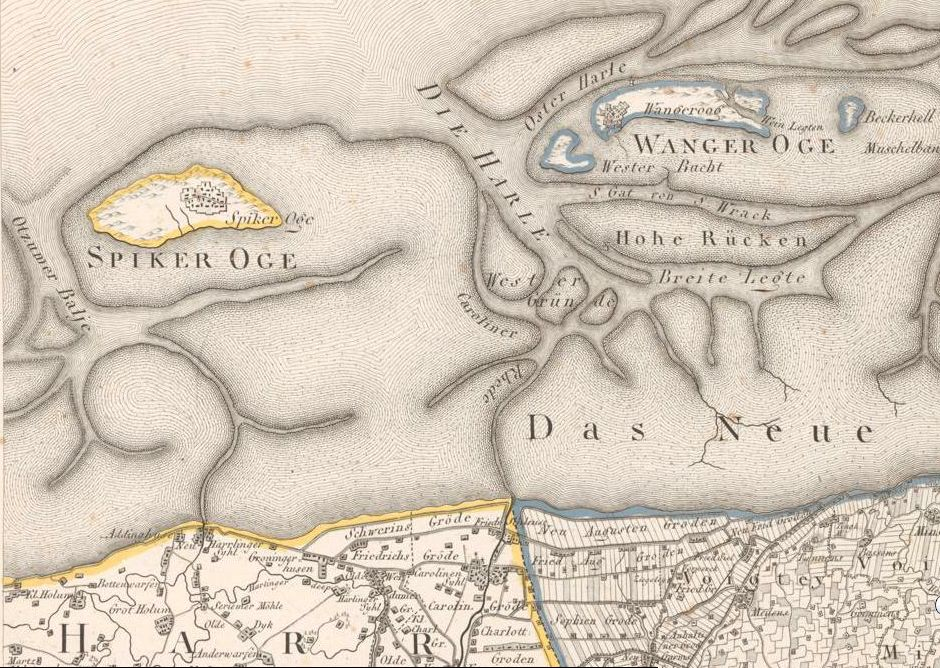
Spiker Oge liegt vor der Küste zwischen Otzumer Balje und der Harle, hier dargestellt auf der Karte von Karl Ludwig von Le Coq aus dem Jahr 1805

Die erste urkundliche Erwähnung der Insel erfolgte 1398 unter dem Namen Spiekeroch. In dieser Urkunde übertrugen Widzeld tom Brok und Folkmar Allena Herzog Albrecht I. von Bayern ihre Besitzungen als Eigentum, die sie gleichzeitig als Lehen zurückerhielten. Im 15. Jahrhundert tauchte der Name der Insel noch zwei weitere Male in Urkunden auf: In solchen des Herzogs Wilhelm von Bayern und in einer Klage des Häuptlings Ulrich Cirksena, dass die ihm feindlich gesinnten Häuptlinge des Jeverlandes auf der Insel eingefallen seien und den Bewohnern 100 Schafe geraubt hätten.
1625 lebten 13 Familien auf der Insel, die ihren Lebensunterhalt durch Landwirtschaft, Fischfang sowie das Herstellen von Muschelkalk (Schill) bestritten. In der Folgezeit gewannen der Walfang sowie die Schifffahrt zunehmend an Bedeutung. Diese kamen jedoch während der napoleonischen Besatzung aufgrund der gegen die Engländer verhängten Kontinentalsperre zum Erliegen, was zu einer großen Armut führte. Nur der risikoreiche Schmuggel mit dem englischen Helgoland brachte noch Einkünfte. 1812 kam es zu einem Angriff der Engländer auf die französischen Stellungen („Franzosenschanze“) auf der Insel, der aber abgewehrt wurde.

### Aufkommen des Bädertourismus
Mit dem Aufkommen des Bädertourismus Ende des 18. Jahrhunderts wurden an der Küste Preußens Seebäder nach englischem Vorbild gegründet. 1797 entstand auf Norderney das erste Seebad an der deutschen Nordseeküste.
Spiekeroog, das um 1800 36 Wohnungen hatte, wurde ab 1820 von Feriengästen aufgesucht. 1822 hatte die Insel 121 und um 1850 134 Einwohner. Zu dieser Zeit hatten 30 Häuser Zimmer für Feriengäste mit 79 Betten. Damals war Selbstbewirtschaftung verbreitet, unter Mitnutzung der Küche der Wirtsleute. In den Jahren vor 1850 betrug die durchschnittliche Gästezahl pro Jahr 200.
Die Insel war im 19. Jahrhundert eine der vier Untervogteien der Vogtei Esens (Kleistrich) im alten Amt Esens, welches zur Landdrostei Aurich gehörte.
Um den Badegästen den mühsamen Weg durch die Dünen zum Strand zu ersparen, wurde 1885 eine 1,7 Kilometer lange Pferdebahn vom Inseldorf zum Weststrand eröffnet. 1892 wurde diese zum 1891 gebauten Alten Anleger im Südwesten der Insel verlängert. Diese Pferdebahn wurde am 31. Mai 1949 durch Dieselfahrzeuge ersetzt, zu diesem Zeitpunkt war die Spiekerooger Inselbahn die letzte Pferdebahn Deutschlands.
Während des Ersten Weltkriegs strandete das Vorpostenboot Moltke der Kaiserlichen Marine während eines Wintersturms am 2. Januar 1916 auf der Insel.
1934 wurde ein Flugplatz eingerichtet, der bis 1945 in Betrieb war.

### Seit den 1960ern
Am 1. Dezember 1969 erhielt Spiekeroog die Anerkennung als Nordseeheilbad. 1981 wurde der heutige Hafen nahe dem Dorf in Betrieb genommen und die sanierungsbedürftige Inselbahn stillgelegt. Der Alte Anleger wurde seitdem nicht mehr benutzt und versandete zusehends. Die Reste wurden 2009 abgebaut.
Im Juni 2007 wurde mit dem Galerie- und Künstlerhaus Spiekeroog ein Treffpunkt für Kulturschaffende und Kunstliebhaber etabliert. Auf 2500 m2 verfügte es über hochwertig ausgestattete Ateliers, Werkstätten und Seminarräume sowie einen Galeriebereich. Das ganze Jahr hindurch boten Künstler, Professoren und Dozenten hier für Könner und Lernende eine Vielzahl von kreativen Workshops, Seminaren und Veranstaltungen. Geschäftsführer der Betreibergesellschaft war Niels Stolberg. Im Rahmen eines Insolvenzverfahrens schloss das Galerie- und Künstlerhaus Spiekeroog zum 1. Juni 2011.

### Herkunft des Namens
Erstmals urkundlich erwähnt wurde Spiekeroch 1398, trägt also – etwa im Gegensatz zu Norderney – seinen Namen bereits seit dem Spätmittelalter. Zur Herkunft des Insel- und Ortsnamens gibt es mehrere Hypothesen, von denen noch keine bewiesen ist. Eindeutig ist lediglich der zweite Teil des Namens Spieker-Oog: Bei „Oog“ handelt es sich um ein niederdeutsches Wort für Insel, das jedoch nur in Komposita verwendet wird (im anderen Fall würde von „Eiland“ gesprochen werden). Der erste Namensteil entspricht sowohl dem niederdeutschen Wort für Speicher als auch für Nagel. Arend Remmers weist in seinem Standardwerk über die ostfriesischen Ortsnamen darauf hin, dass der Name ähnlich wie bei der Nachbarinsel Langeoog der Inselform nach gewählt worden sein könnte, was angesichts der länglichen Ausprägung der Insel für den Vergleich mit dem Nagel spräche. Eine ältere Deutung will einen Zusammenhang mit dem altniederdeutschen Wort „specke“ erkannt haben, wobei es sich um Buschwerk handelt. Dies sei dann als Hinweis auf die Befestigung der Insel zu verstehen. Diese Hypothese lehnt Remmers jedoch wegen des nicht erklärten Suffixes -er ab.

## Politik

### Rat

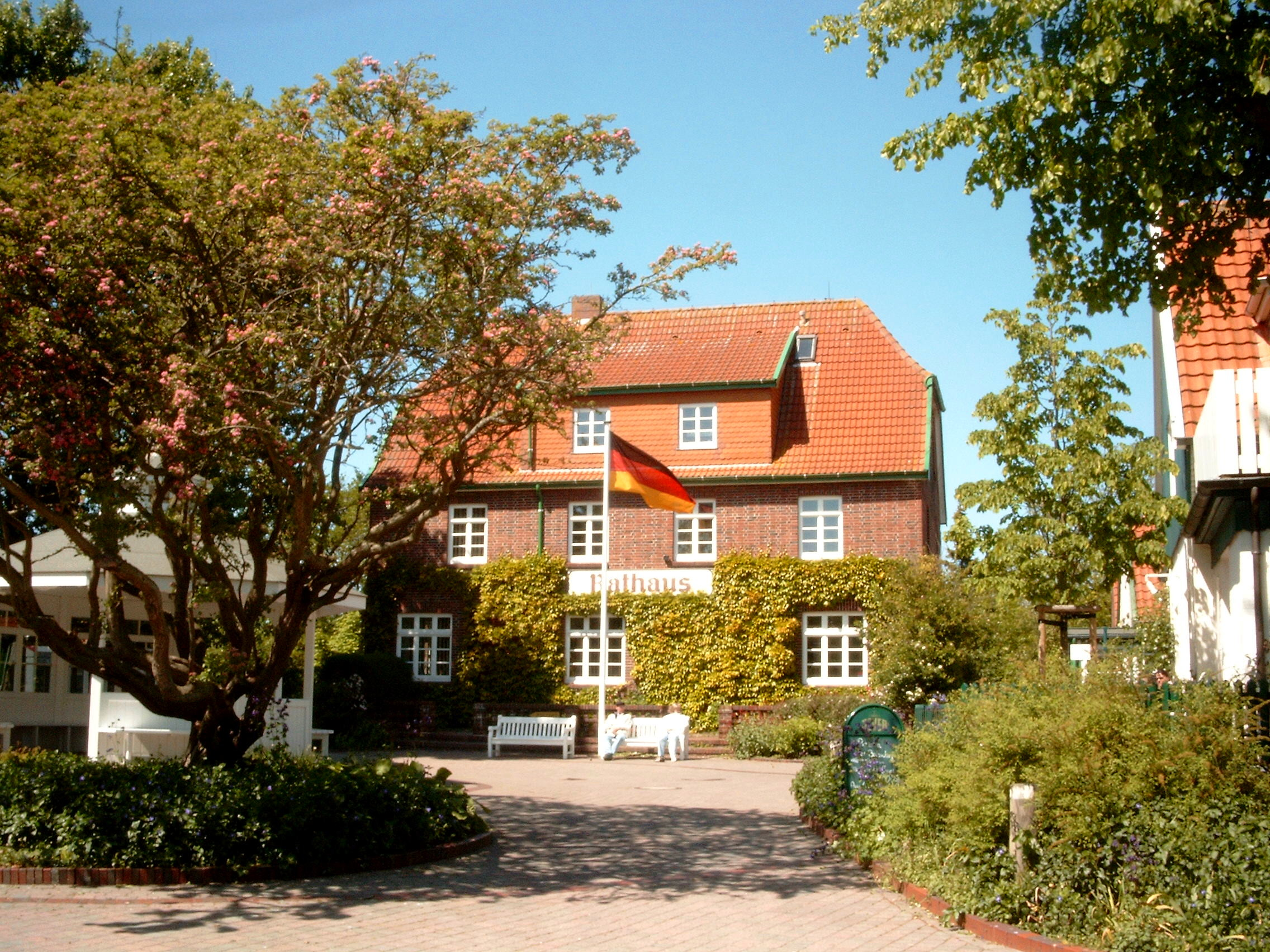
Rathaus

Der Rat der Gemeinde Spiekeroog besteht aus acht Ratsmitgliedern. Dies ist die festgelegte Anzahl für eine Gemeinde mit einer Einwohnerzahl bis zu 1000 Einwohnern. Die acht Ratsfrauen und -herren werden durch eine Kommunalwahl für jeweils fünf Jahre gewählt. Die aktuelle Amtszeit begann am 1. November 2021 und endet am 31. Oktober 2026.
Zur letzten Kommunalwahl vom 12. September 2021 waren 649 Insulaner wahlberechtigt. Abgegeben wurden 450 Stimmzettel. Davon waren 17 ungültig. Die Wahl ergab das folgende Ergebnis:
| Partei                 | Stimmen | Anzahl Sitze |
| ---------------------- | ------- | ------------ |
| Spiekeroog             | 242     | 1            |
| Achtsam für Spiekeroog | 568     | 4            |
| Spiekeroog 2030        | 394     | 2            |
| Lars Baumfalk          | 090     | 1            |

Stimmberechtigt im Gemeinderat ist außerdem der hauptamtliche Bürgermeister.

### Bürgermeister

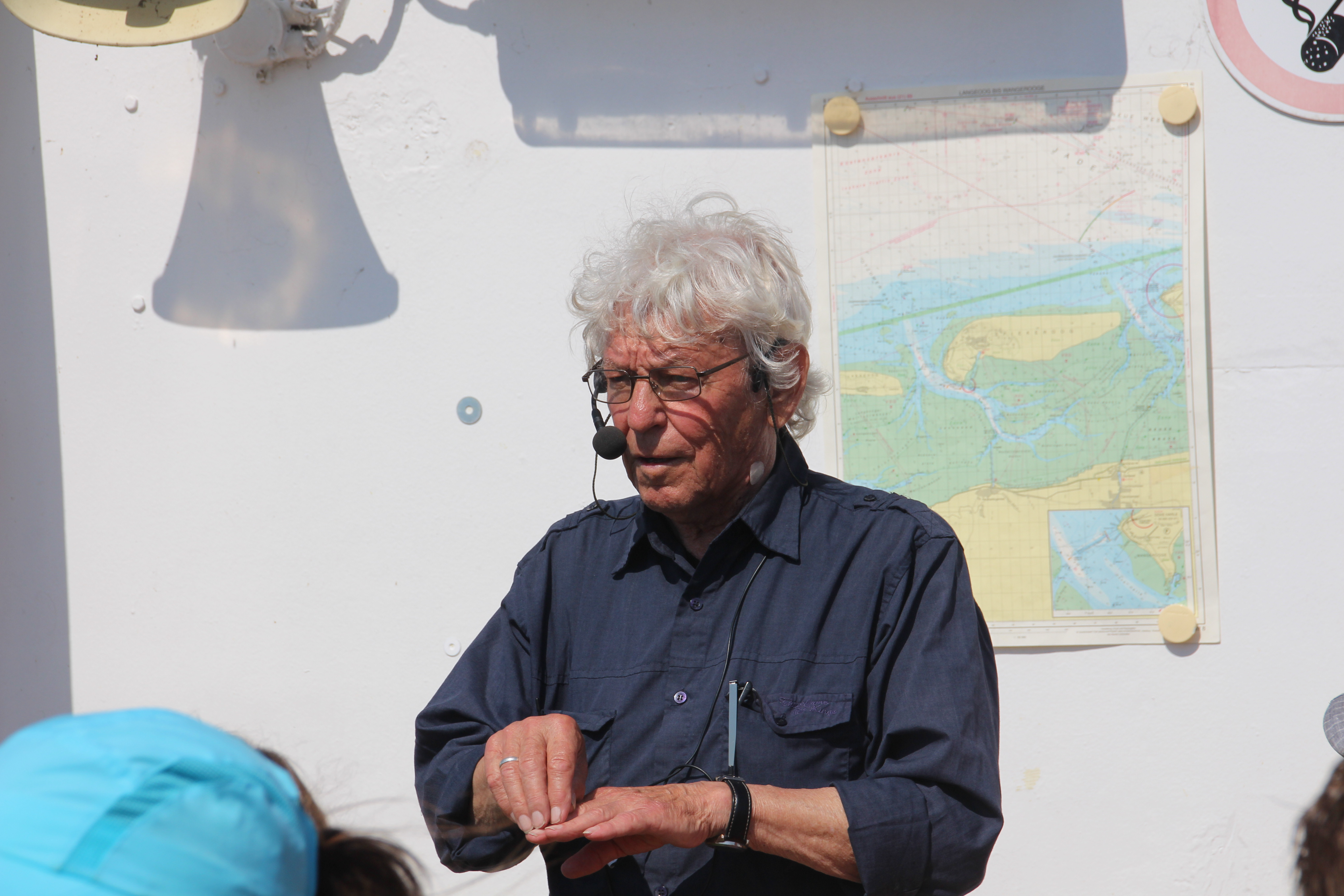
Der frühere Bürgermeister Uli Bauer erläutert im Juli 2019 bei einer Fahrt mit der Spiekeroog II Passagieren den Klimawandel

Bei der jüngsten Bürgermeisterwahl am 12. September 2021 wurde der 43-jährige Hotelfachmann Patrick Kösters mit 52,8 % der abgegebenen Stimmen im ersten Wahlgang zum neuen Bürgermeister gewählt. Der bisherige Bürgermeister Matthias Piszczan trat nicht wieder an.
Piszczan (CDU) war bei den Bürgermeisterwahlen am 16. Juni 2014 zum hauptamtlichen Bürgermeister gewählt worden. Bei der Stichwahl erhielt er 52,98 % der Stimmen, sein Gegenkandidat Lutz Seifert 47,02 %. Die Wahlbeteiligung lag bei 67,68 %. Piszczan trat sein Amt zum 1. November 2014 an und löste den seit 2006 amtierenden Bürgermeister Bernd Fiegenheim ab, der nicht noch einmal kandidierte.
Frühere Bürgermeister nahmen ihre Aufgabe nach den bis 1996 geltenden niedersächsischen kommunalgesetzlichen Regelungen ehrenamtlich wahr. Diese konnte in kleineren Gemeinden wie Spiekeroog noch weiter angewandt werden. Bekannt wurde insbesondere Claus Ulrich Bauer (1942–2019). Er amtierte als Bürgermeister von 1982 bis 1986 und 1996 bis 2001. In den Jahren dazwischen hatte Hans Wiethorn das Amt inne.

### Vertreter in Land- und Bundestag
Spiekeroog gehört zum Landtagswahlkreis 87 Wittmund/Inseln, der den gesamten Landkreis Wittmund sowie im Landkreis Aurich die Städte Norderney und Wiesmoor, die Gemeinde Dornum und die Inselgemeinden Juist und Baltrum umfasst. Bei der letzten Landtagswahl in Niedersachsen vom 9. Oktober 2022 wurde das Direktmandat von Karin Emken (SPD) gewonnen. Sie erhielt 38,5 % der Stimmen. Emken löst damit den vorherigen Landtagsabgeordneten Jochen Beekhuis (parteilos, zuvor SPD) ab, der seit seinem Ausschluss aus der SPD-Fraktion am 22. Oktober 2019 dem Landtag als fraktionsloser Abgeordneter angehörte.
Spiekeroog gehört zum Bundestagswahlkreis Friesland – Wilhelmshaven – Wittmund. Er umfasst die Stadt Wilhelmshaven sowie die Landkreise Friesland und Wittmund. Bei der Bundestagswahl 2025 gewann die Sozialdemokratin Siemtje Möller das Direktmandat zum dritten Mal in Folge. Über Listenplätze ihrer Parteien zogen Anne Janssen (CDU) und Martin Sichert (AfD) aus dem Wahlkreis in den Bundestag ein.

### Wappen
| Wappen von Spiekeroog | Blasonierung: „In Blau über silbernen natürlichen Wellen ein linksgewendetes zweimastiges goldenes Schiff mit silbernen Segeln.“ |
| Wappen von Spiekeroog | Wappenbegründung: Das Wappen der Insel Spiekeroog stammt aus dem Jahr 1968. Das Schiff ist eine mittelalterliche Hansekogge und soll ein Symbol für den früheren Handel mit den Niederlanden sein. Das Wappen lehnt sich stark an das Wappen des Landkreises Wittmund an, zu dem Spiekeroog gehört und auf dem ebenfalls eine Kogge abgebildet ist. Die Gemeinde Spiekeroog selbst führt keine Flagge. |

## Kultur und Sehenswürdigkeiten

### Sterneninsel

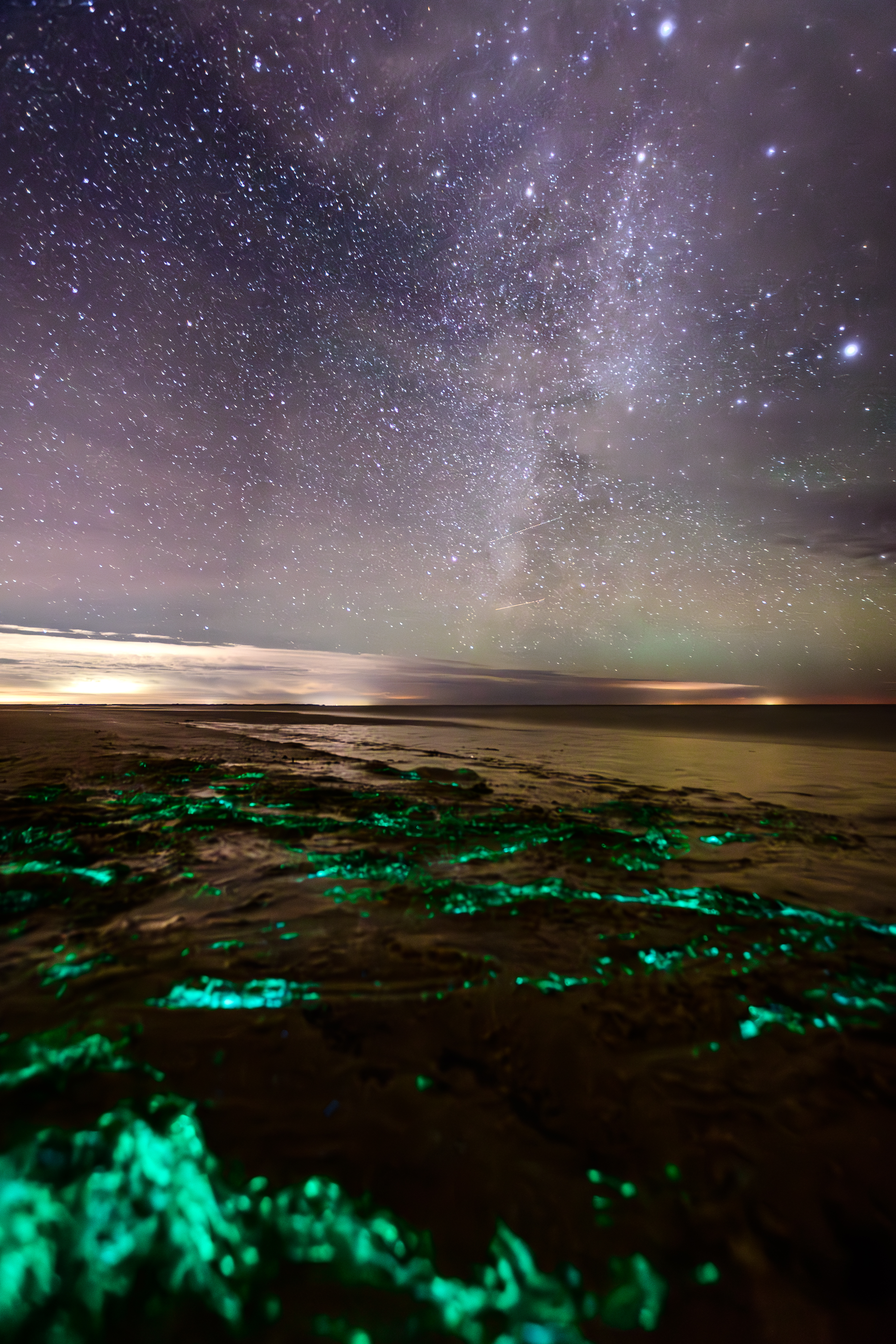
Meeresleuchten und Milchstraße auf Spiekeroog

Spiekeroog wurde im Sommer 2021 von der International Dark-Sky Association als Sterneninsel anerkannt, nachdem sich die Gemeinde Spiekeroog dazu verpflichtet hatte, „ihre Nachtlandschaft durch eine deutliche Beschränkung der künstlichen Beleuchtung zu erhalten“. Spiekeroog sei nachts einer der dunkelsten Orte Deutschlands, so die Feststellung der Kommission Luftverschmutzung der Vereinigung der Sternenfreunde e. V. bei Messungen auf der Insel.

### Bauwerke und Kulturdenkmäler
Im Gegensatz zu den anderen ostfriesischen Inseldörfern musste der Ort Spiekeroog in den letzten Jahrhunderten weder verlegt noch seitens der Infrastruktur oder Bausubstanz über die Maßen vergrößert und modernisiert werden. Dies begünstigte den Erhalt mehrerer jahrhundertealter Friesenhäuser, die im historischen Ortskern zusammen mit seinen schmalen Wegen und seinem alten Baumbestand das Ortsbild prägen.

#### Altes Inselhaus
Das älteste Haus der Insel ist das Alte Inselhaus in der Süderloog 4, das 1705 erbaut wurde. Es ist, wie auch einige der anderen alten Häuser auf Spiekeroog, mit einem so genannten Schwimmdach ausgestattet. Heute ist in dem Alten Inselhaus ein Café und Restaurant untergebracht. Weitere erhaltene Häuser mit einer Schwimmdachkonstruktion sind das Drifthuus, das Huus Puppenstuv und das Doppelhaus Noorderloog 15/17.

#### Kirchen
Die evangelisch-lutherische Alte Inselkirche wurde 1696 erbaut. Sie ist die älteste Kirche aller ostfriesischen Inseln. Sie steht zwischen den Straßen Noorderloog und Süderloog, den beiden ältesten Straßen Spiekeroogs. Die Kanzel im Stil der Renaissance, Apostelbilder sowie eine Pietà, die angeblich von einem 1588 vor Spiekeroog gestrandeten Schiff der spanischen Armada stammen soll, sind sakrale Gegenstände in dieser Kirche. Diese Kirche ist der dritte Kirchenbau auf der Insel. 1961 wurde eine neue evangelische Kirche erbaut. 1971 folgte für die kleine katholische Gemeinde und die Feriengäste die Kirche St. Peter, die wegen ihrer Architektur als „Das Zelt Gottes in den Dünen“ bezeichnet wird.

Inselkirchen
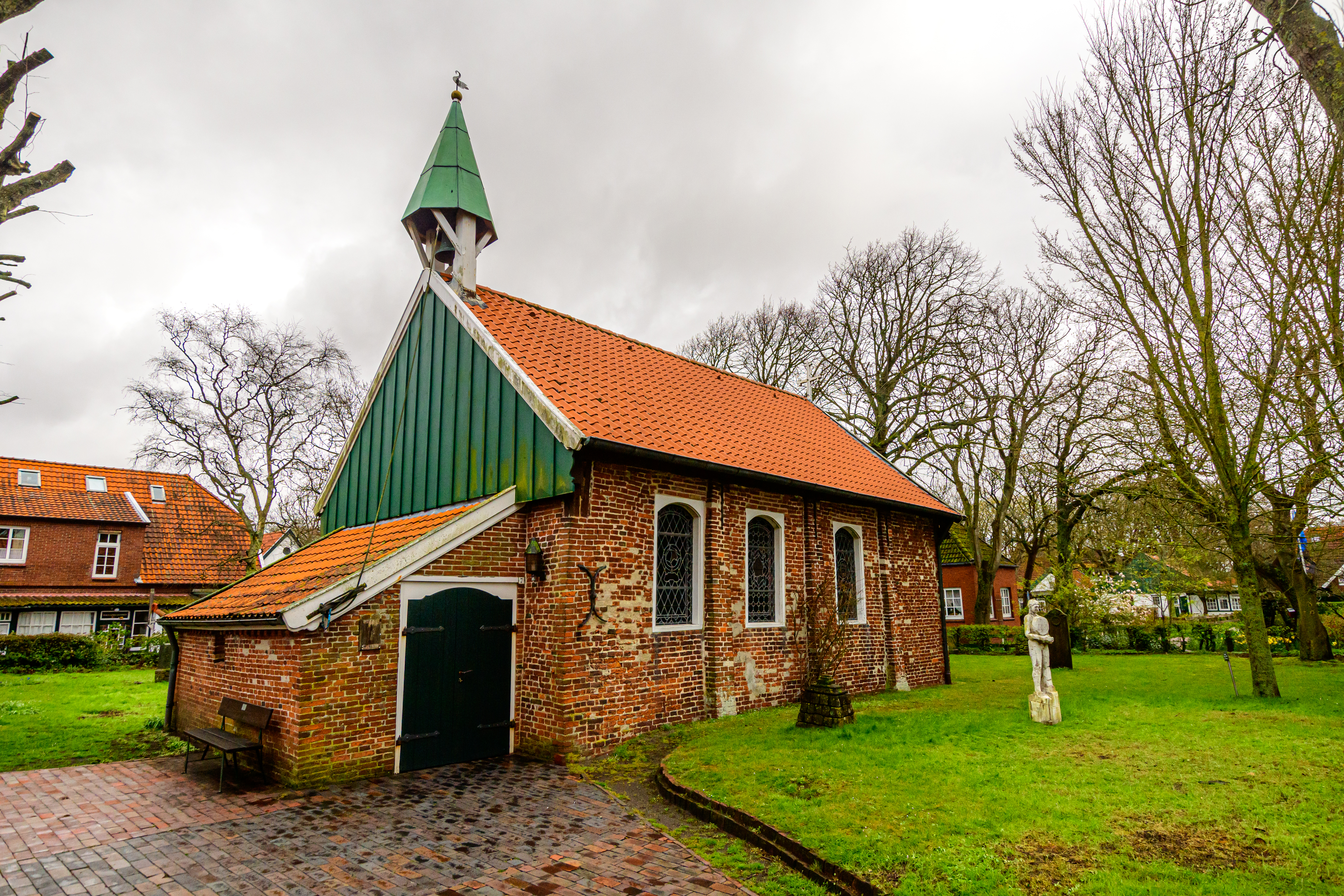
Alte Inselkirche von 1696
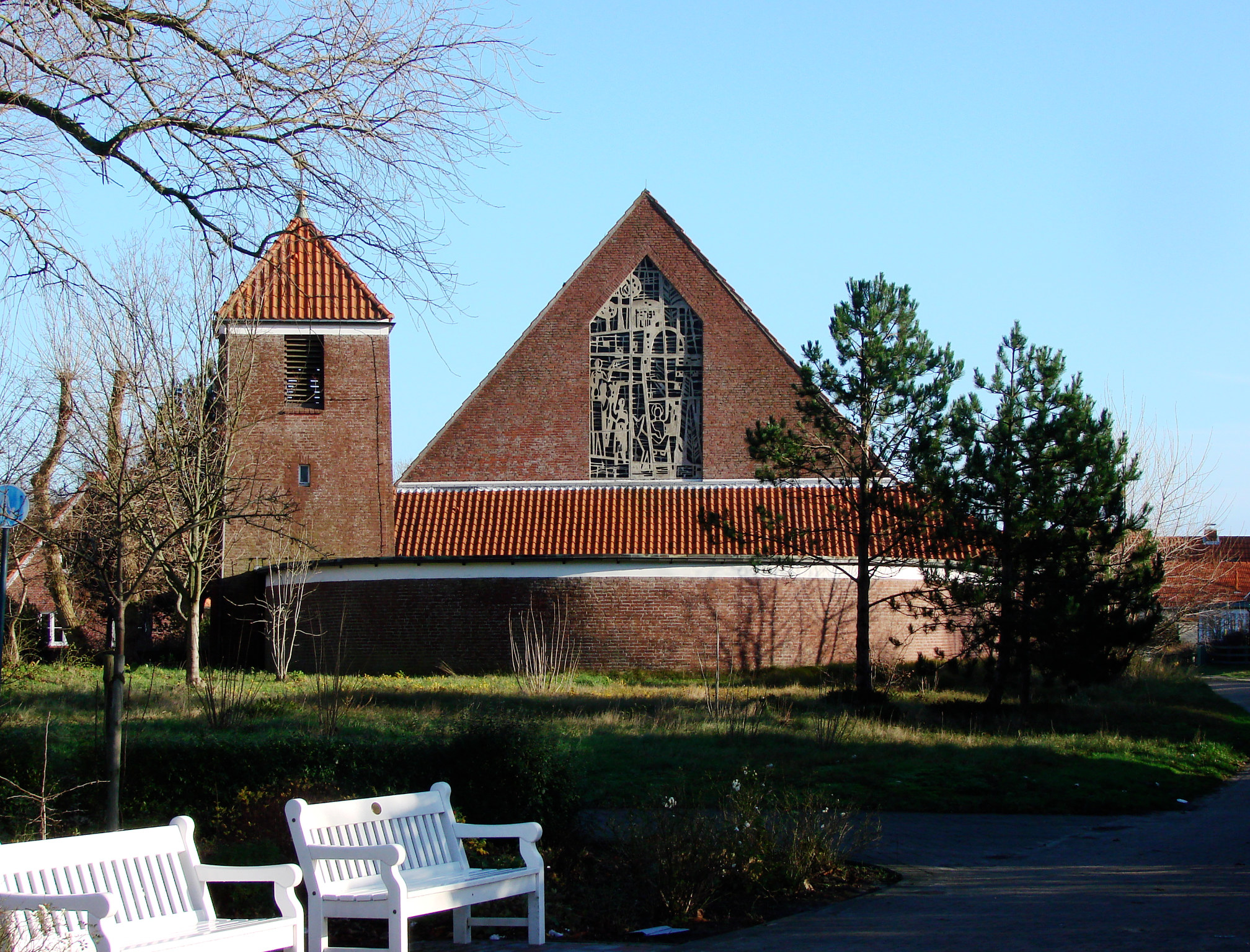
Neue evangelische Kirche (1961)
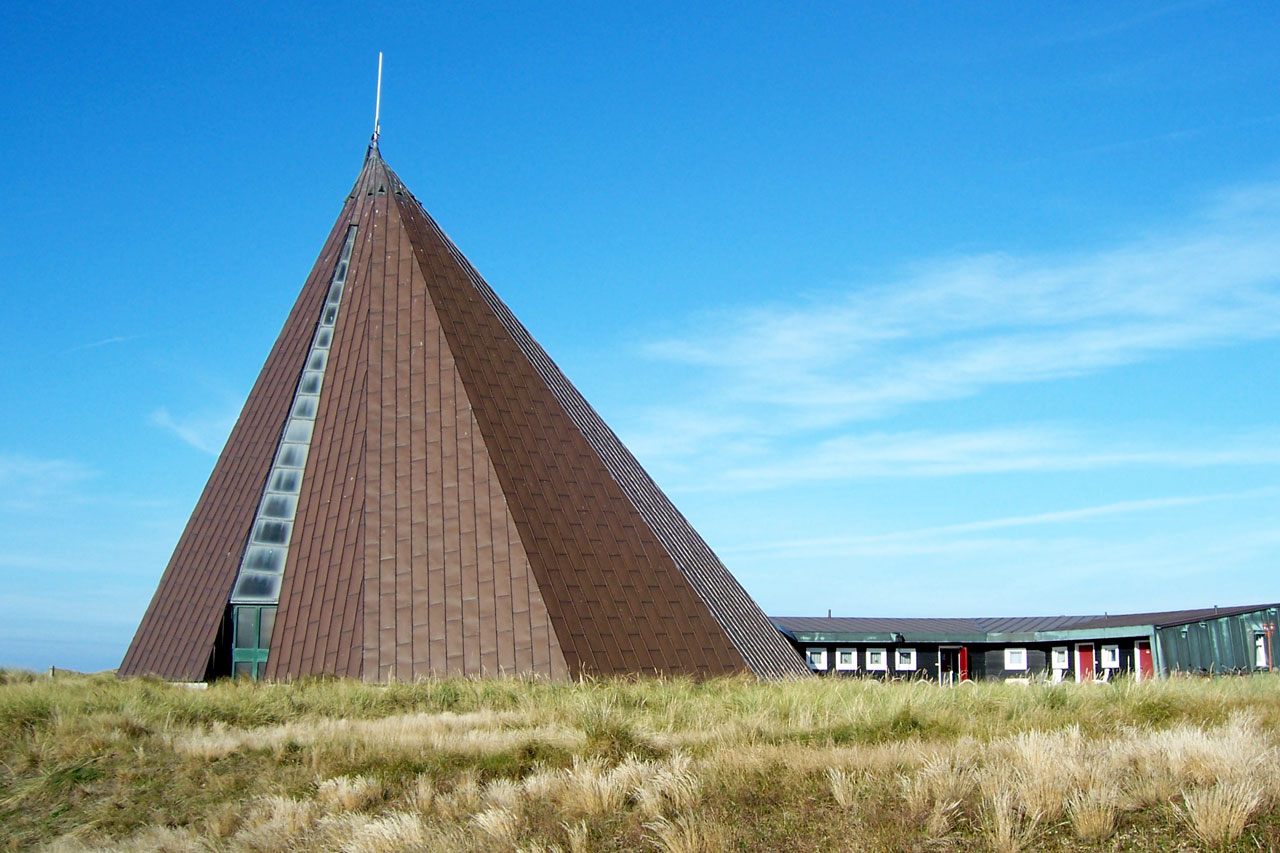
Römisch-katholische Kirche St. Peter (1971)

#### Drinkeldodenkarkhoff

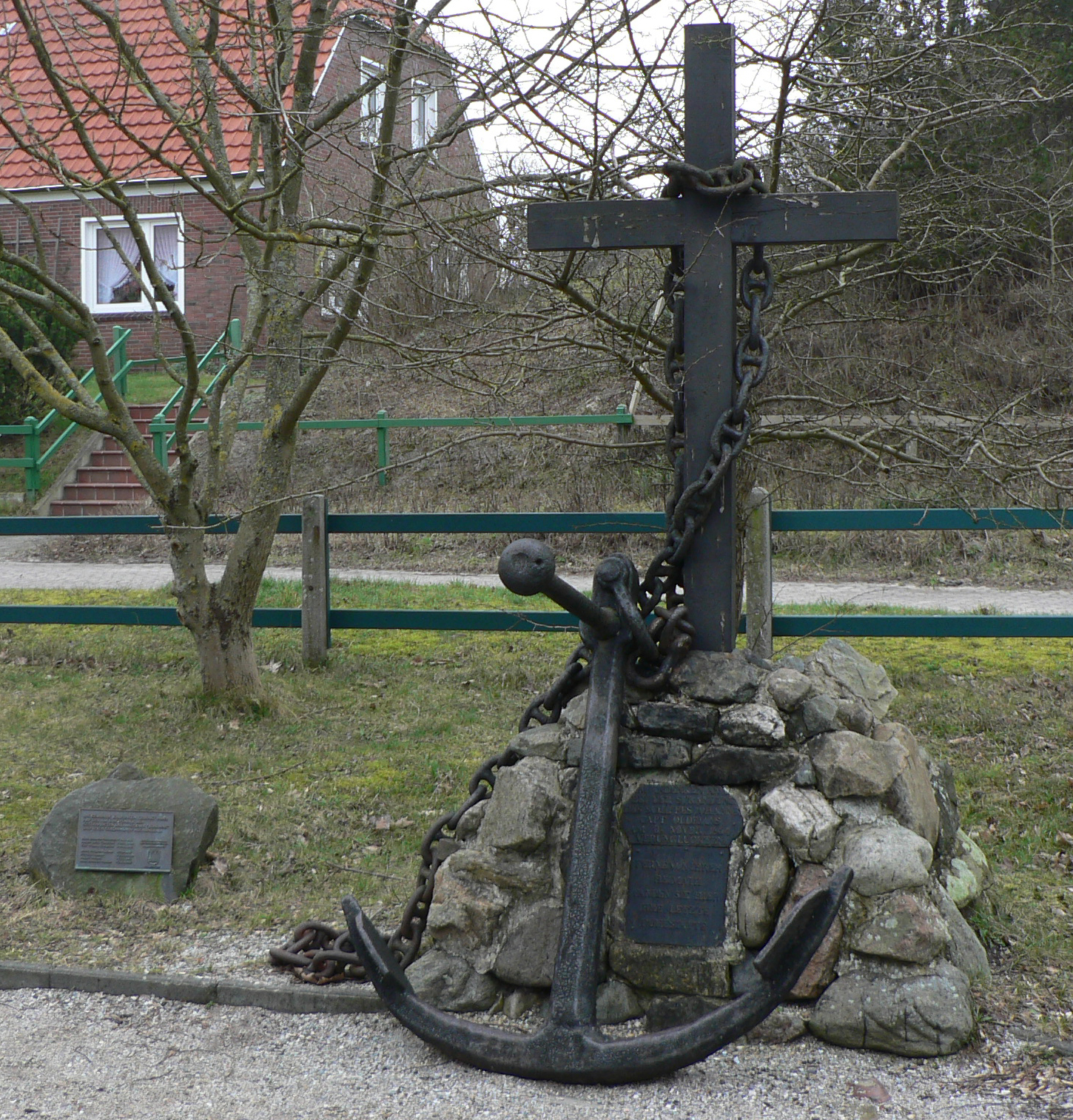
Gedenkstätte: Drinkeldodenkarkhoff

Der Drinkeldodenkarkhoff im Tranpad, auch Friedhof der Heimatlosen genannt, ist eine Gedenkstätte für die Opfer des Auswandererschiffes Johanne, das am 6. November 1854 vor Spiekeroog strandete. Durch das Unglück verloren 77 Auswanderer ihr Leben, darunter 18 Männer, 34 Frauen, 18 Kinder unter zehn Jahren und 7 Säuglinge. Die geborgenen Toten wurden am 9. November in einem damals noch außerhalb des Dorfes liegenden Dünental beerdigt. 1859 wurde die Stätte mit einem ersten eisernen Kreuz gekennzeichnet.

### Museen
Das Inselmuseum ist untergebracht in einem alten Kapitänshaus von 1715, das zu den älteren Gebäuden im Dorf zählt. Es hat eine Ost-West-Lage, ein Krüppelwalmdach und vorgeblendeten Veranden. Das Museum zeigt Exponate zur Geschichte der Insel, der Entwicklung des Seebads Spiekeroog und zur Inselnatur. In seinen Räumen werden auch standesamtliche Trauungen durchgeführt.
Das Kuriose Muschelmuseum im Haus des Gastes „Kogge“ zeigt eine humorvolle Ausstellung von etwa 2000 Muscheln aus aller Welt.
Von April bis September (je nach Ferienlage) verkehrt zwischen dem Bahnhof und dem Westend die Spiekerooger Museumspferdebahn.

### Kunst

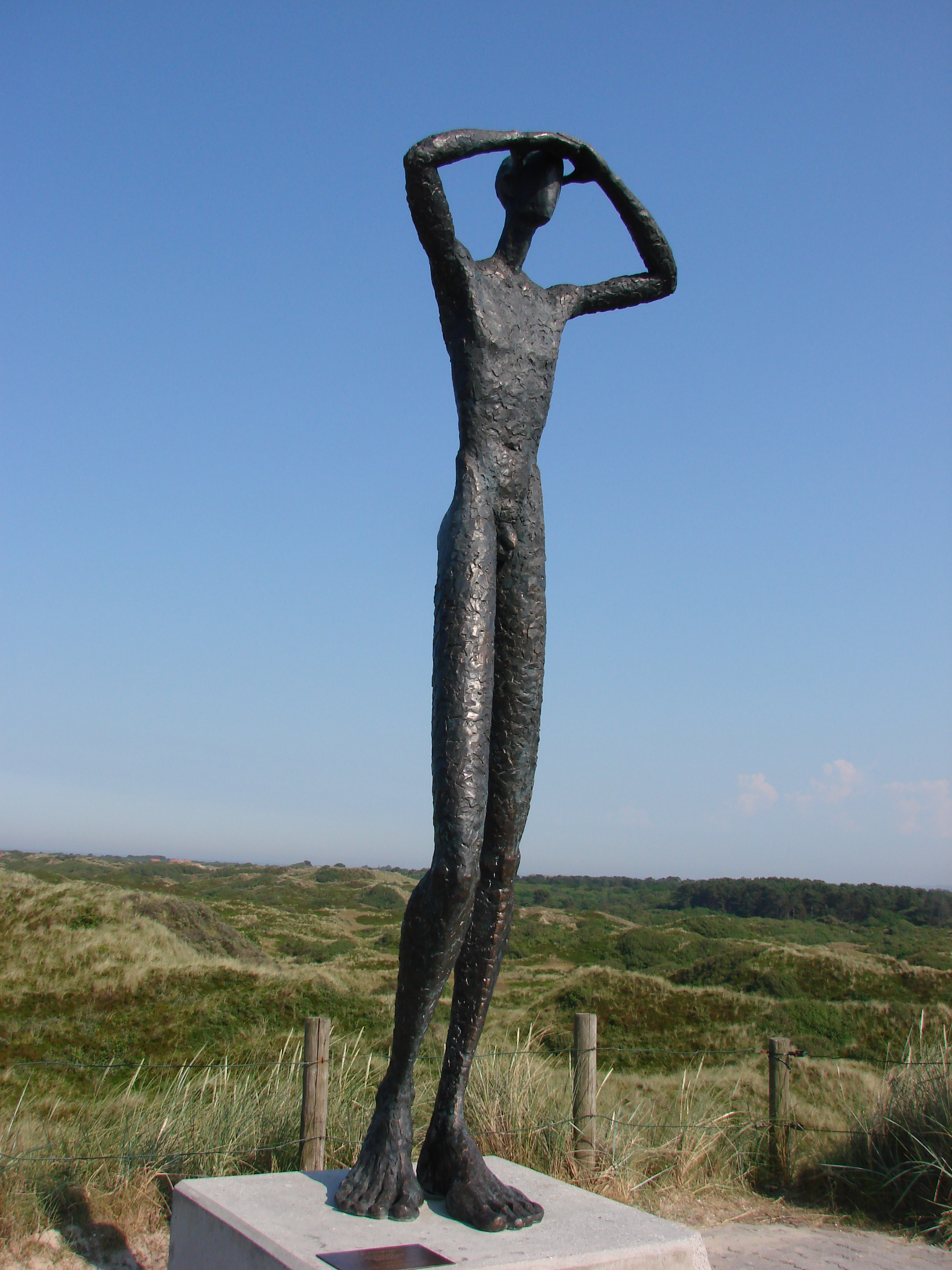
Bronzeplastik de Utkieker von Hannes Helmke auf der Aussichtsdüne

2007 wurde die Bronzeplastik De Utkieker (Der Ausschauende) des Kölner Künstlers Hannes Helmke enthüllt. Die 3,50 Meter hohe Skulptur eines Nackten steht auf einer Aussichtsdüne in der Nähe der Strandhalle. Die Figur schaut über die Dünen Richtung Meer.
2011 schuf der Berliner Bildhauer Bernd Finkenwirth drei Skulpturen aus früher als Dalben genutzten Holzstämmen. Sie stehen am Rand der Straße beim Hafen von Spiekeroog.

#### Nationalpark-Haus Wittbülten
Im März 2006 eröffnete das Nationalpark-Haus Wittbülten an der Hermann Lietz-Schule Spiekeroog im Ostteil der Insel. „Wittbülten“ ist die plattdeutsche Bezeichnung für die ersten Sandansammlungen, die zur Bildung einer Düne und somit zur Entstehung einer Insel führen. Das Umweltzentrum zeigt eine Dauerausstellung, in der die Themen Gezeiten, Inselentstehung, Lebensräume der Insel sowie das Leben von Meeressäugetieren aufbereitet werden. Ergänzt wird die Ausstellung durch ein Original-Pottwalskelett und eine Aquarienanlage.

### Wattwanderungen
Der Nationalpark Niedersächsisches Wattenmeer lädt zur Beobachtung der Natur ein. Unter der Führung ausgebildeter Wattführer kann man an Wattwanderungen teilnehmen. Es ist auch möglich, in einer mehrstündigen Wanderung auf geeigneten Routen durch das Watt zu Fuß zum Festland oder in umgekehrter Richtung zu wandern. Auf Grund des Verlaufs der Priele stößt man in der Nähe von Harlesiel an Land. Bei der Wanderung müssen mehrfach auch bei Niedrigwasser wasserführende Priele durchwatet werden. Wegen der Rückfahrt mit der Fähre – eine Rückkehr zu Fuß ist durch das auflaufende Wasser nicht möglich – muss für dieses Vorhaben fast ein ganzer Tag eingeplant werden. In Abhängigkeit von den Tideverhältnisseen werden im Sommer von Wattführern für von ihrer Physis her hierfür geeignete Menschen geführte Wanderungen zum Festland mit anschließender Rückkehr zur Insel mit der Fähre angeboten.

Inselansichten
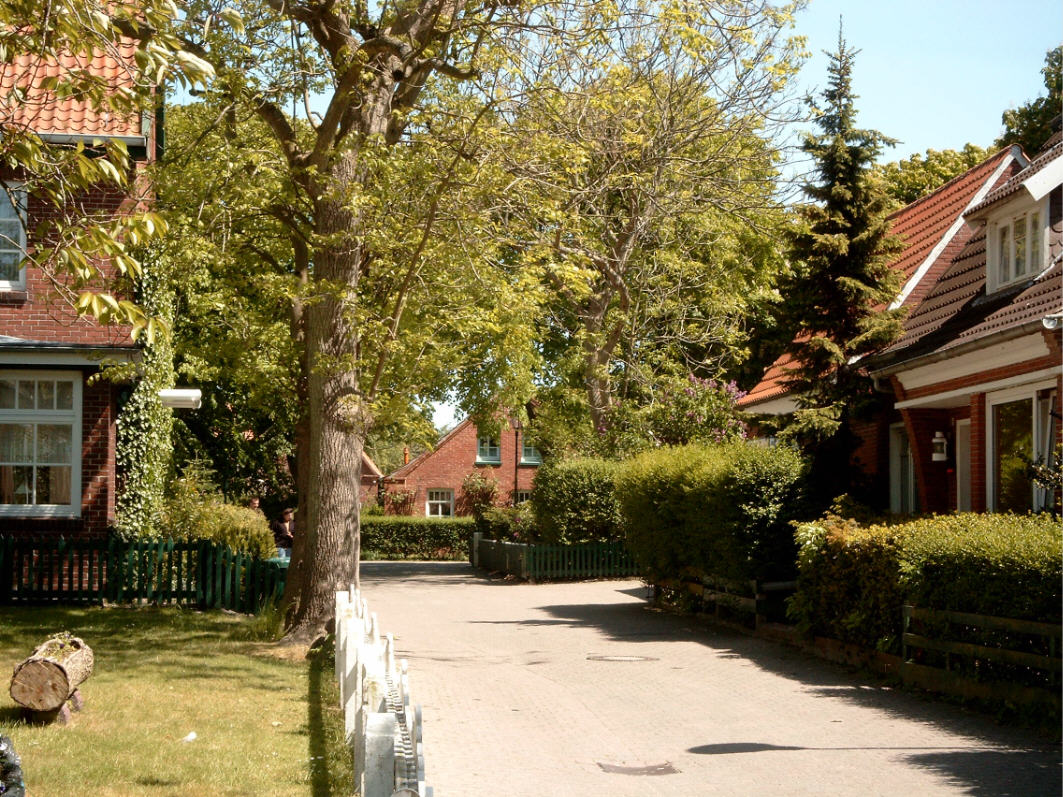
Im Noorderloog
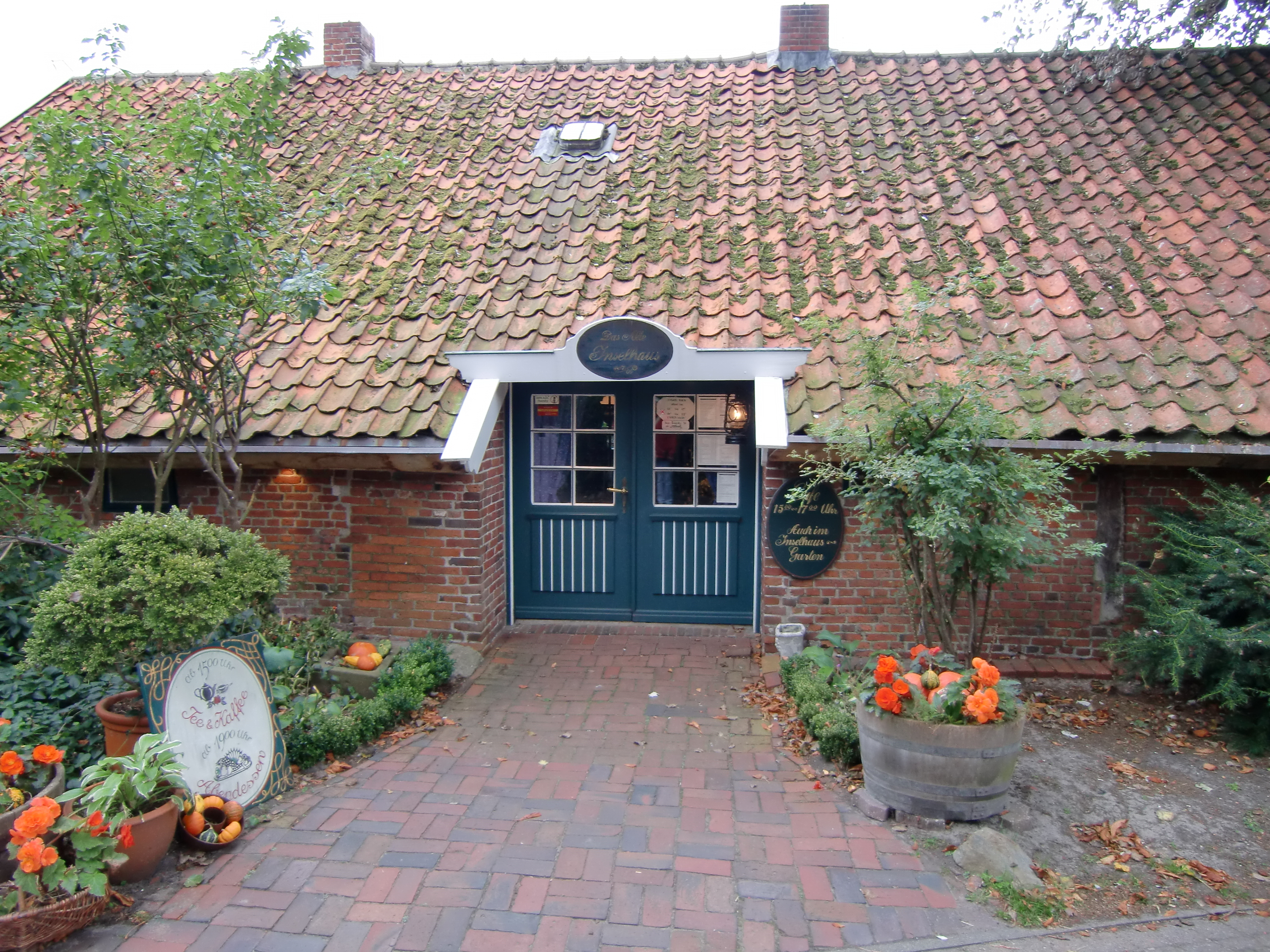
„Altes Inselhaus“, erbaut um 1700
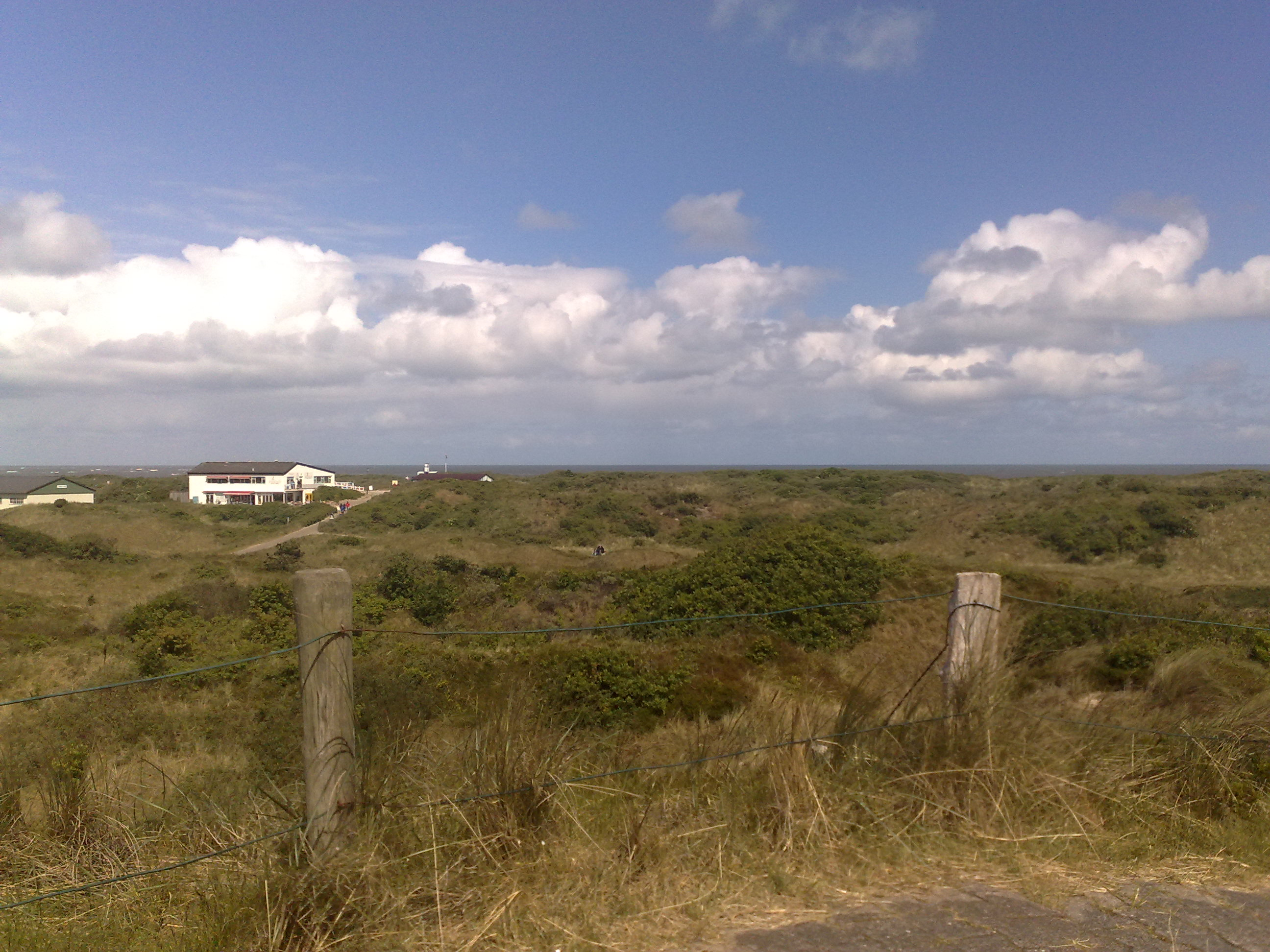
Dünen an der Strandhalle
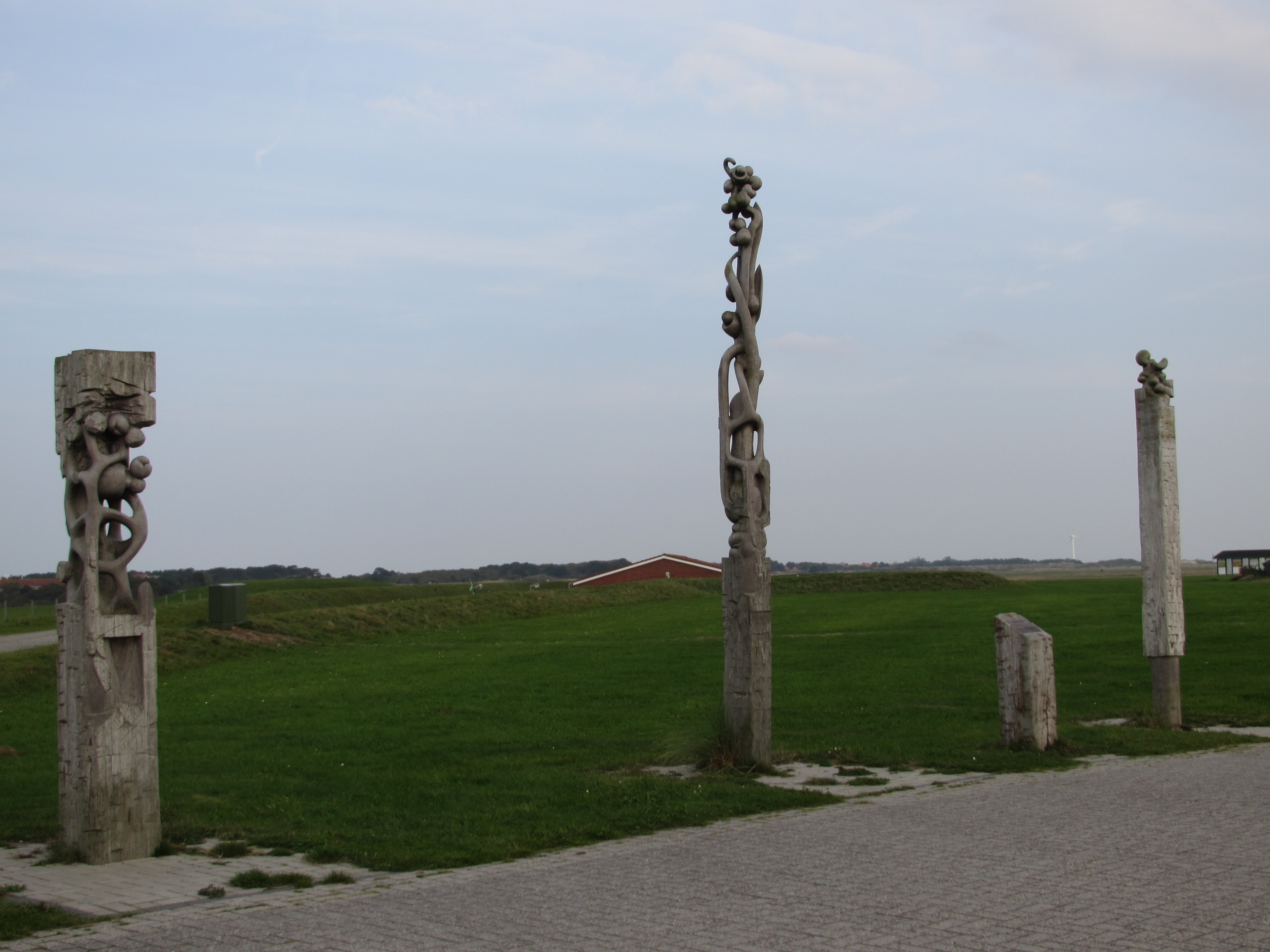
Skulpturen aus alten Dalben
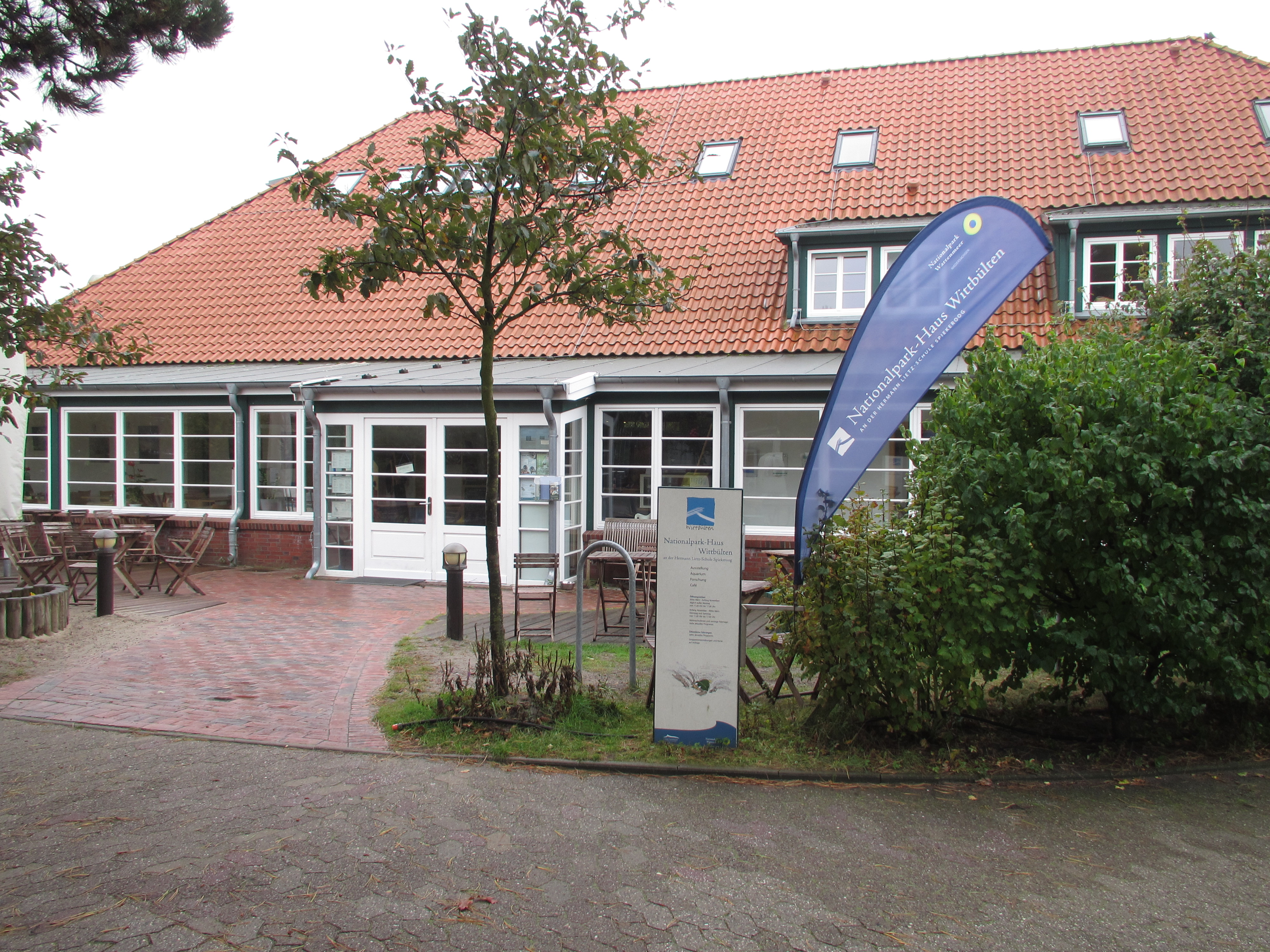
Nationalpark-Haus Wittbülten

## Rettungsschuppen der DGzRS
Die Insel Spiekeroog hatte traurige Berühmtheit durch die Pressekampagne nach dem Untergang der Bark Johanne erhalten. Die Schiffskatastrophe ereignete sich am 6. November 1854 vor dem Spiekerooger Strand und kostete 77 Menschen das Leben, überwiegend süddeutsche Auswanderer in die USA. Die Insulaner begruben die geborgenen, heimatlosen Toten im Ort auf dem extra angelegten Drinkeldodenkarkhof. Dieses Unglück sowie das der englischen Brigg Alliance am 10. September 1860 vor Borkum führten 1861 zur Gründung des Vereins zur Rettung Schiffbrüchiger an der ostfriesischen Küste durch Georg Breusing in Emden.

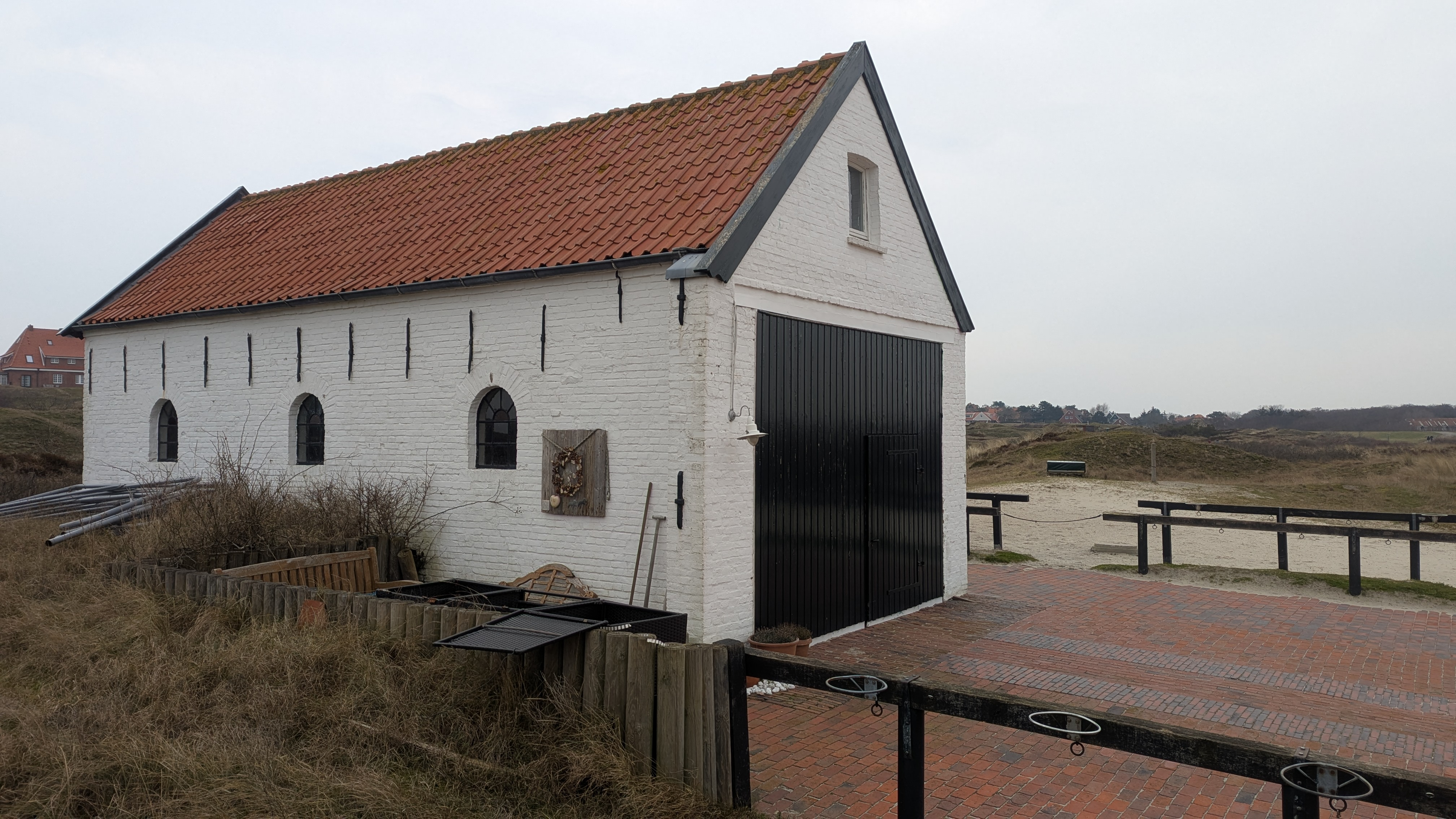
Alter Rettungsschuppen von 1862

Der Vorläufer der DGzRS errichtete 1862 auch auf Spiekeroog eine Rettungsstation, die nördlich der alten Pferdebahn zwischen Ortskern und Westend einen ersten Rettungsschuppen erhielt. Der gemauerte Schuppen steht heute noch weiß gestrichen an der alten Stelle und wird im Sommer als Pferdestall genutzt. Wie bei den anderen Stationen dieser Gesellschaft wurde für die Seenotrettung ein eisernes Francis-Rettungsboot aus den USA beschafft. Das sechs Meter lange Boot für sechs Ruderer lagerte auf einem Transportwagen und musste für den Einsatz mit Pferden durch die Salzwiesen gezogen werden. Über eine Kippvorrichtung konnte das Boot am Weststrand zu Wasser gelassen werden. Auf diese Art gelang am 7. September 1864 die Rettung der fünfköpfige französische Besatzung der Gagnerie, die auf den Nordwester-Gründen vor Spiekeroog strandete. Die Liste der Rettungsboote der DGzRS verzeichnet für 1867 den Bootsnamen GEHEIMRAT VEITMEYER. Nach dem 1868 erfolgten Anschluss der friesischen Gesellschaft an die DGzRS wurde das Boot 1872 zur neu geschaffenen Oststation auf Langeoog verlegt. Als Ersatz bekamen die Spiekerooger ein neues Standardrettungsboot mit Namen AURICH.

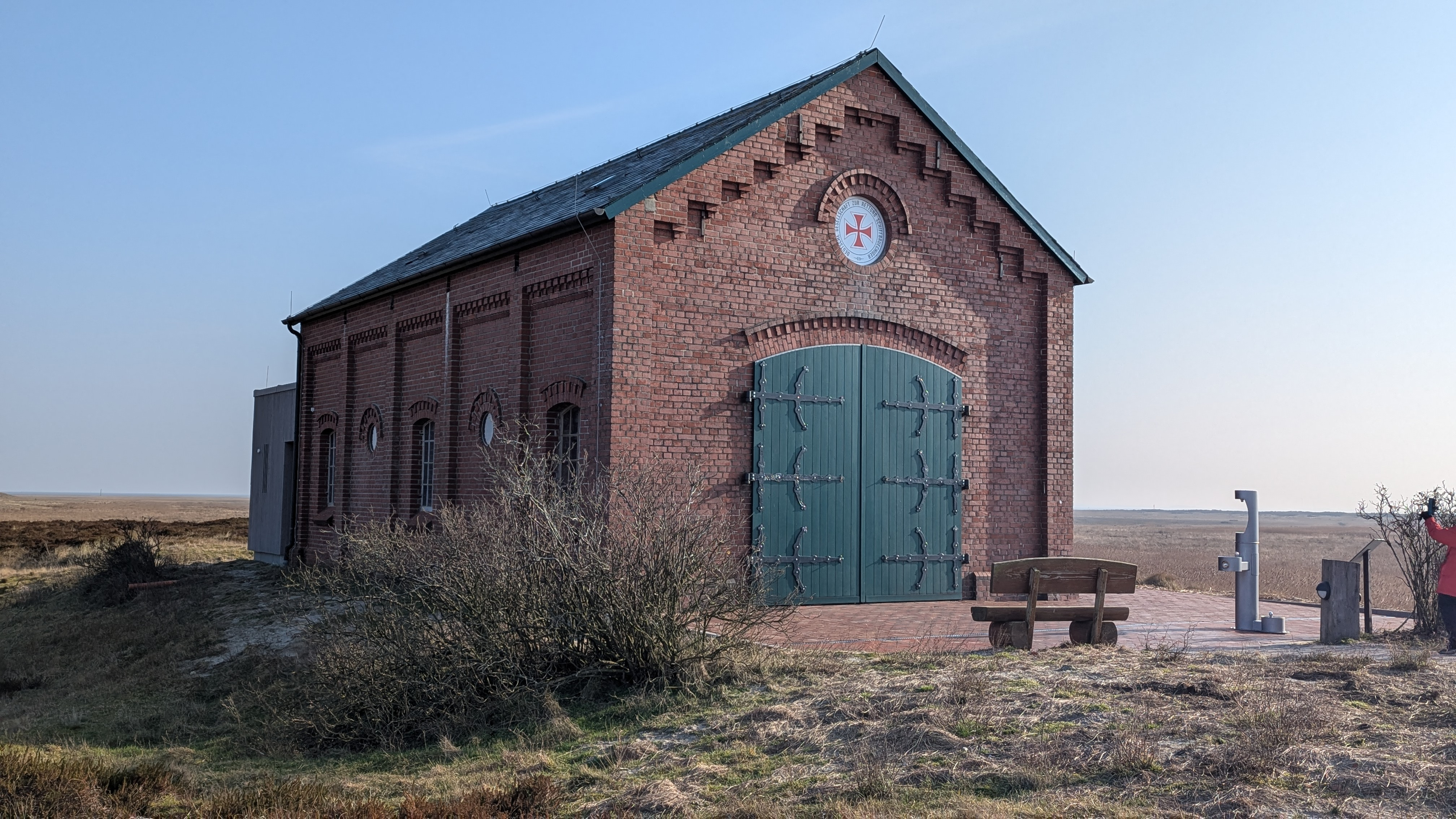
Rettungsschuppen von 1909 als Museum seit 2024

1909 erbaute die DGzRS einen Kilometer weiter südwestlich auf den Lütjeoog-Dünen einen neuen Schuppen aus Backstein, der für fast vier Jahrzehnte die Heimat der freiwilligen Seenotretter von Spiekeroog sein sollte. Darin lagerte 1913 das Boot ALEXANDER, das 1920 an einer der spektakulärsten Rettungsaktionen der DGzRS teilgenommen hatte. Insgesamt fünf Boote der Gesellschaft hatten versucht, die Besatzung der Bark PAUL zu retten, die an der Otzumer Balje zwischen Spiekeroog und Langeoog auf Grund gelaufen war. Von den 14 Besatzungsmitgliedern der PAUL konnte nur die Hälfte gerettet werden. Nach Auflösung der Station 1948 kam die ALEXANDER mit dem Transportwagen zum Deutschen Schifffahrtsmuseum in Bremerhaven, wo sie als Muster für ein Deutsches Normalrettungsboot als SPIEKEROOG ausgestellt ist.
Der Ehemalige Rettungsschuppen steht heute unter Denkmalschutz und wurde unter fachlicher Begleitung der DGzRS als Museum mit Dauerausstellung hergerichtet. Seit 2024 zeigt es Interessantes zur Geschichte und dem Einsatz der Seenotrettung.

## Wirtschaft und Infrastruktur

### Tourismus
Als Nordseeheilbad verfügt die Insel über Kureinrichtungen, wie ein Kurmittelhaus, ein Mutter-Kind-Kurheim und ein Inselbad. Spiekeroog hat mit allen Hotels, Pensionen, Privatzimmern, Ferienwohnungen, Kur- und Freizeitheimen etwa 3.500 Gästebetten. Laut einer Erhebung aus dem Jahr 2003 besuchen etwa 64.000 Urlauber mit 554.000 Übernachtungen jährlich die Insel, dazu kamen rund 81.000 Tagesgäste. Die Zahl der registrierten Gäste stieg 2006 gegenüber dem Vorjahr um 2,2 % von 78.867 auf 80.614. Die Zahl der Übernachtungen stieg 2006 um 4,1 % auf 565.733. Die durchschnittliche Aufenthaltsdauer sank 2006 auf 5,8 Tage. 2012 betrug die Anzahl der Urlauber 93.578 (597.715 Übernachtungen) bei 6,4 Verweiltagen.
Spiekeroog war zur touristischen Vermarktung der Insel an der Marketingorganisation Die Nordsee GmbH in Schortens beteiligt. Das Unternehmen vertrat die sieben Ostfriesischen Inseln sowie 15 niedersächsische Küstenorte. Es war verantwortlich für die gemeinsame Pressearbeit, das Marketing, die Durchführung von Messen und Veranstaltungen, die Erstellung von Printmedien sowie die Klassifizierung von privaten Ferienunterkünften.
Spiekeroog war in der Vergangenheit häufiges Urlaubsziel verschiedener Bundespräsidenten. So verbrachten Gustav Heinemann, Richard von Weizsäcker und Johannes Rau ihren Urlaub hier. Insbesondere Johannes Rau war bereits als Ministerpräsident von Nordrhein-Westfalen regelmäßig im Urlaub mit seiner Familie auf Spiekeroog und besaß ein eigenes Ferienhaus auf der Insel. 1982 ließ sich das Ehepaar Rau in der Alten Inselkirche kirchlich trauen, 2000 erhielt Johannes Rau die Ehrenbürgerschaft der Insel.
Neben Hotels, Pensionen und Ferienwohnungen verfügt die Insel im Westteil auch über einen Zeltplatz, der von Mai bis September geöffnet ist. Eine beliebte Ausflugsgaststätte ist das Laramie im Westteil der Insel, dessen Gebäude 1899 als erstes Warmbad am Hauptbadestrand errichtet wurde.

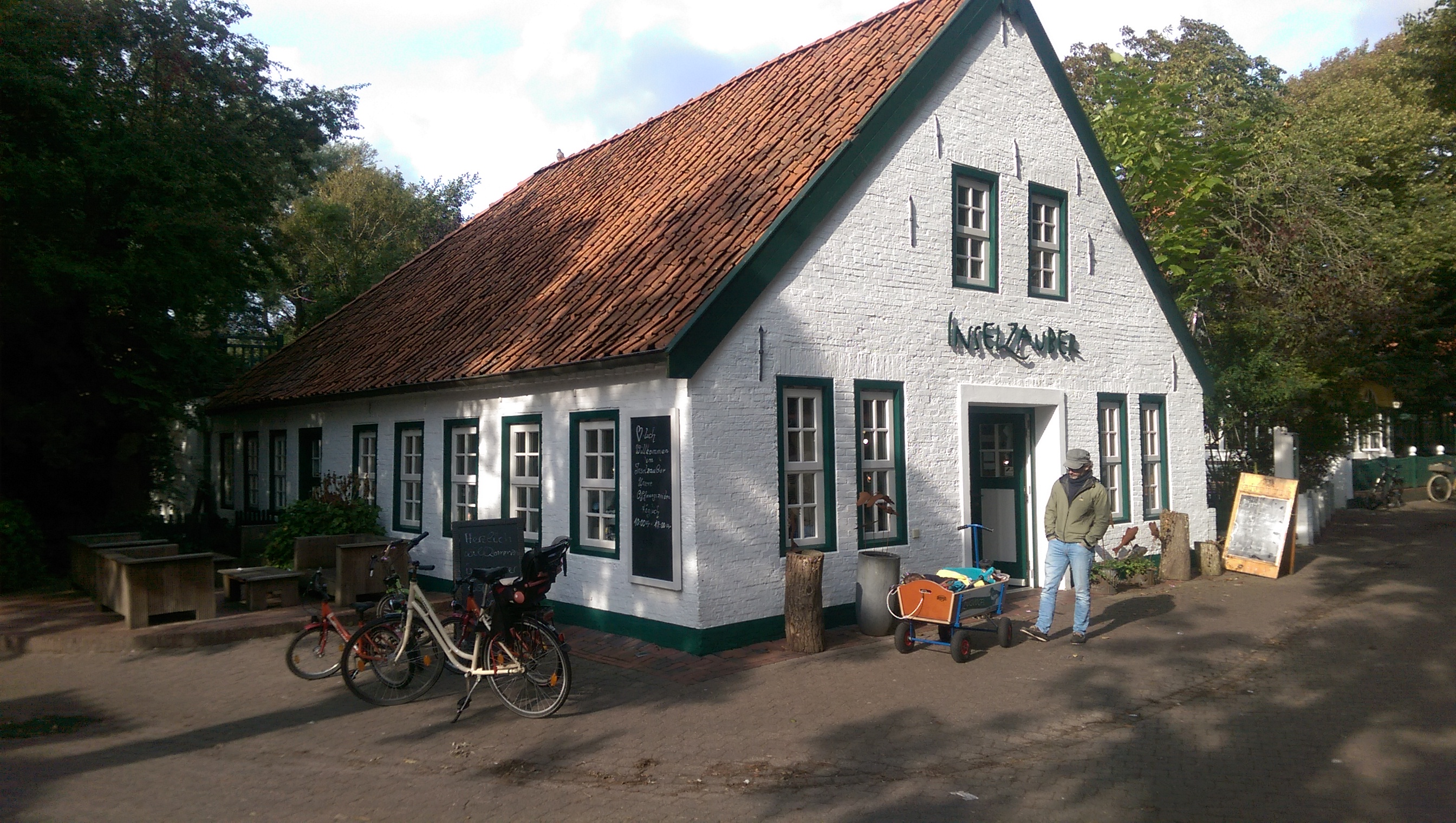
Buchhandlung Inselzauber
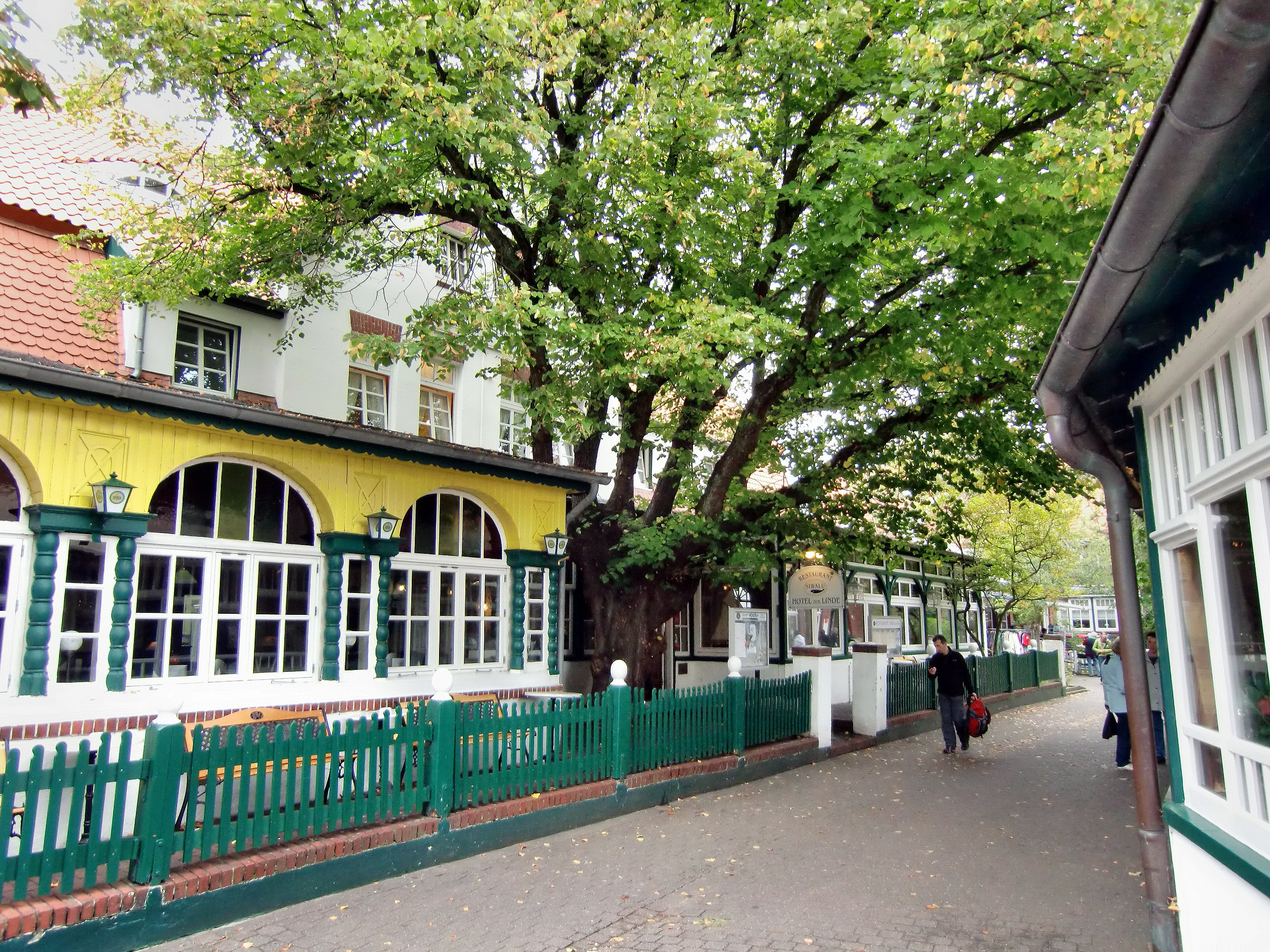
Hotel zur Linde
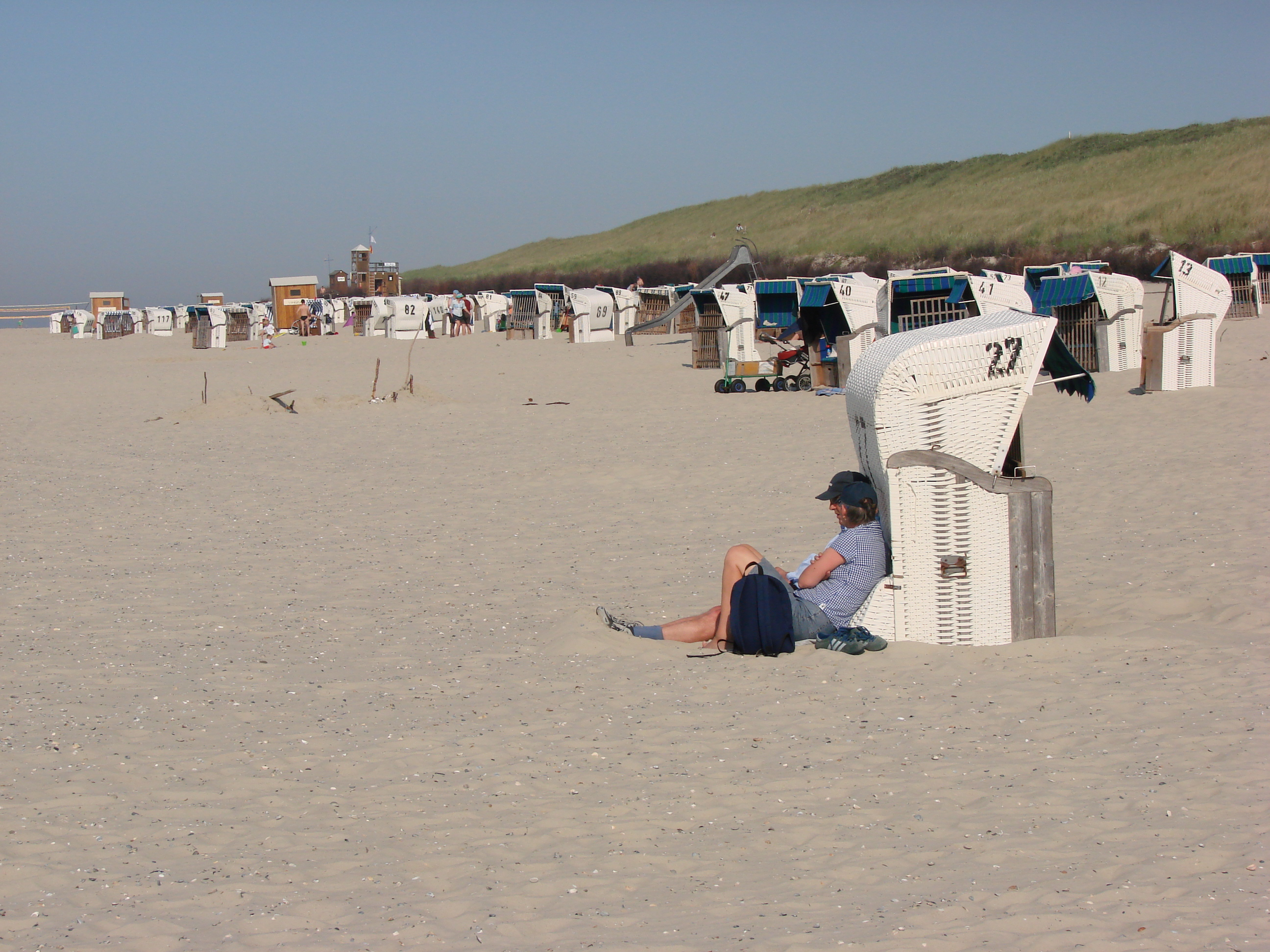
Am Hauptbadestrand
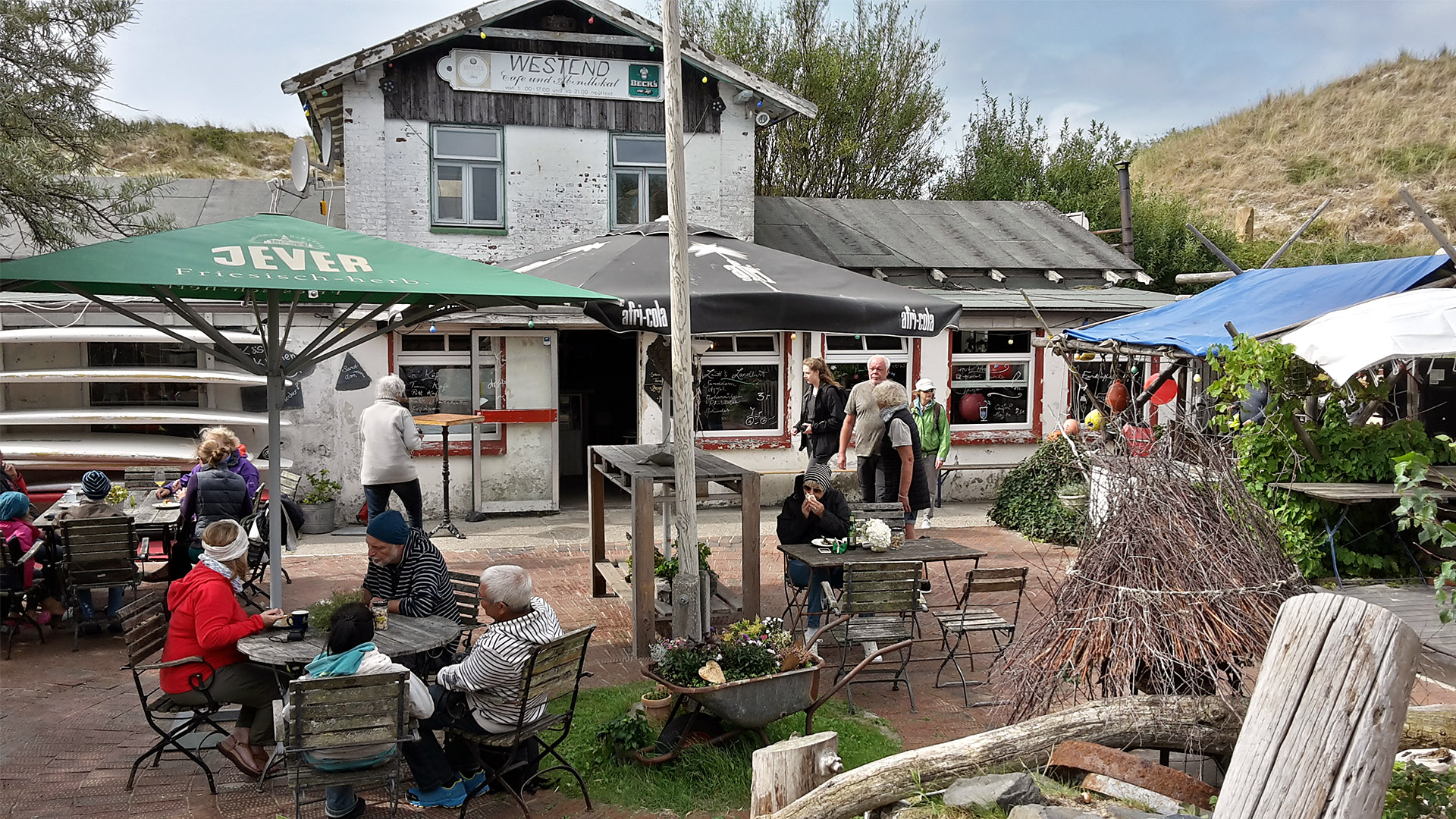
Das Old Laramie oder Café Westend, 2018

### Medien
Der spiekerooger inselbote ist die einzige auf der Insel erscheinende Zeitung. Das 1987 gegründete Blatt wird durch den einzigen Journalisten der Insel, Hartmut Brings, herausgegeben und versorgt nicht nur die Inselbewohner, sondern auch eine stetig steigende Anzahl von so genannten Festlandsabonnenten. Die Insel gehört zudem zum Verbreitungsgebiet des Anzeigers für Harlingerland und der Ostfriesen-Zeitung. 2007 bis 2010 erschien vierteljährlich das kostenlose Magazin Watt’n Eiland mit einer Auflage von 6000 Exemplaren, welches sich mit Geschichten von und über Spiekeroog vor allem an die Inseltouristen richtete. Im Juni 2009 startete eine Onlinezeitung für Spiekeroog mit dem Namen Spiekerooger Inselalldag, die jedoch 2011 wieder eingestellt wurde.
Seit Ostern 2014 sendet Spiekeroog TV im digitalen Kabelfernsehen ein vierundzwanzigstündiges Programm, hauptsächlich bestehend aus Textkarten mit aktuellen Informationen (Fahrplan der Fähren, Gezeitenkalender, Öffnungszeiten, Veranstaltungshinweise) und einigen Kurzfilmen und Dokumentationen zu Spiekeroog. Der Sender ist ausschließlich auf der Insel Spiekeroog empfangbar. Gesellschafter ist ebenfalls der Herausgeber des Inselboten, Hartmut Brings.

### Verkehr

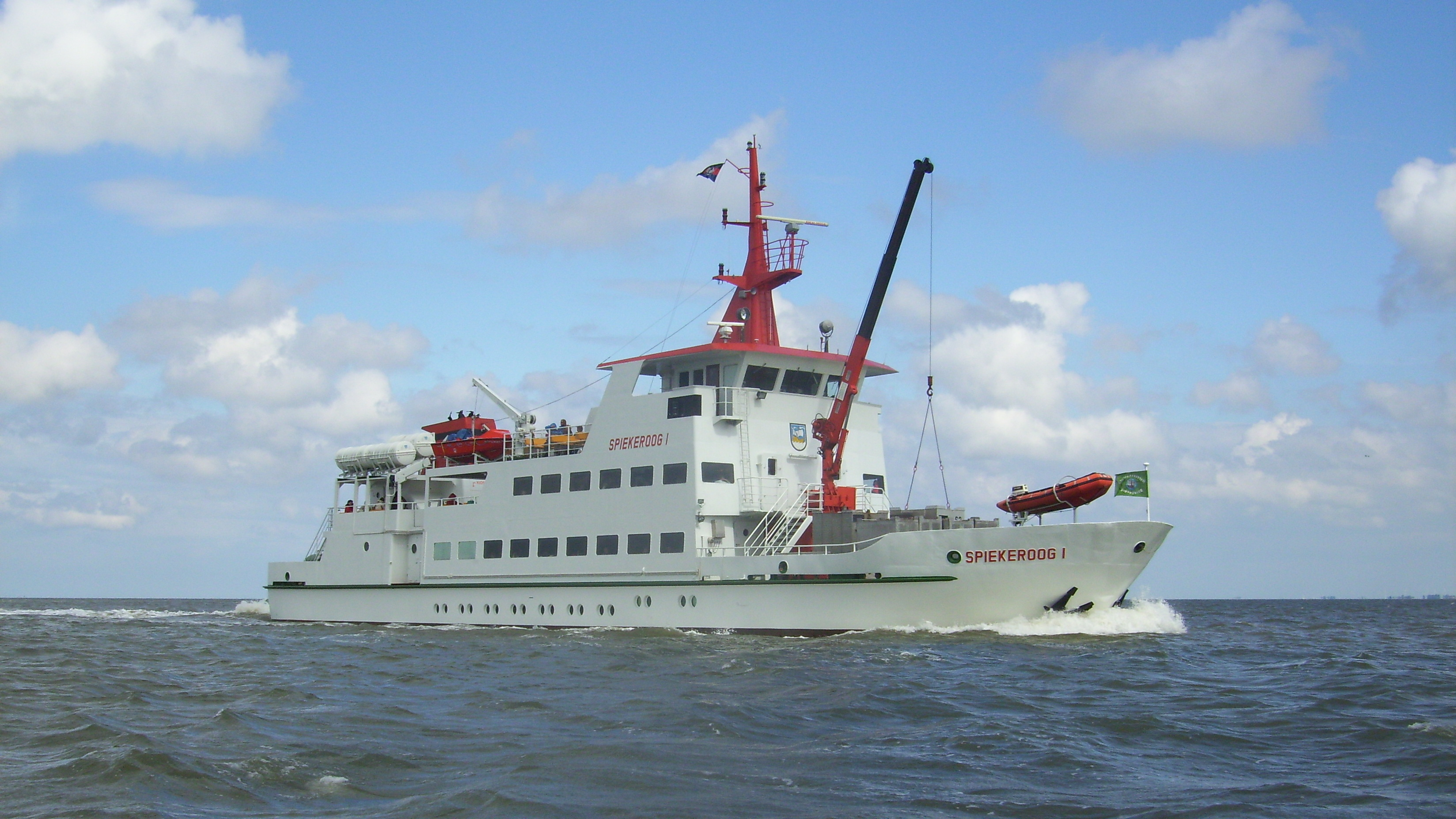
Fährschiff Spiekeroog I

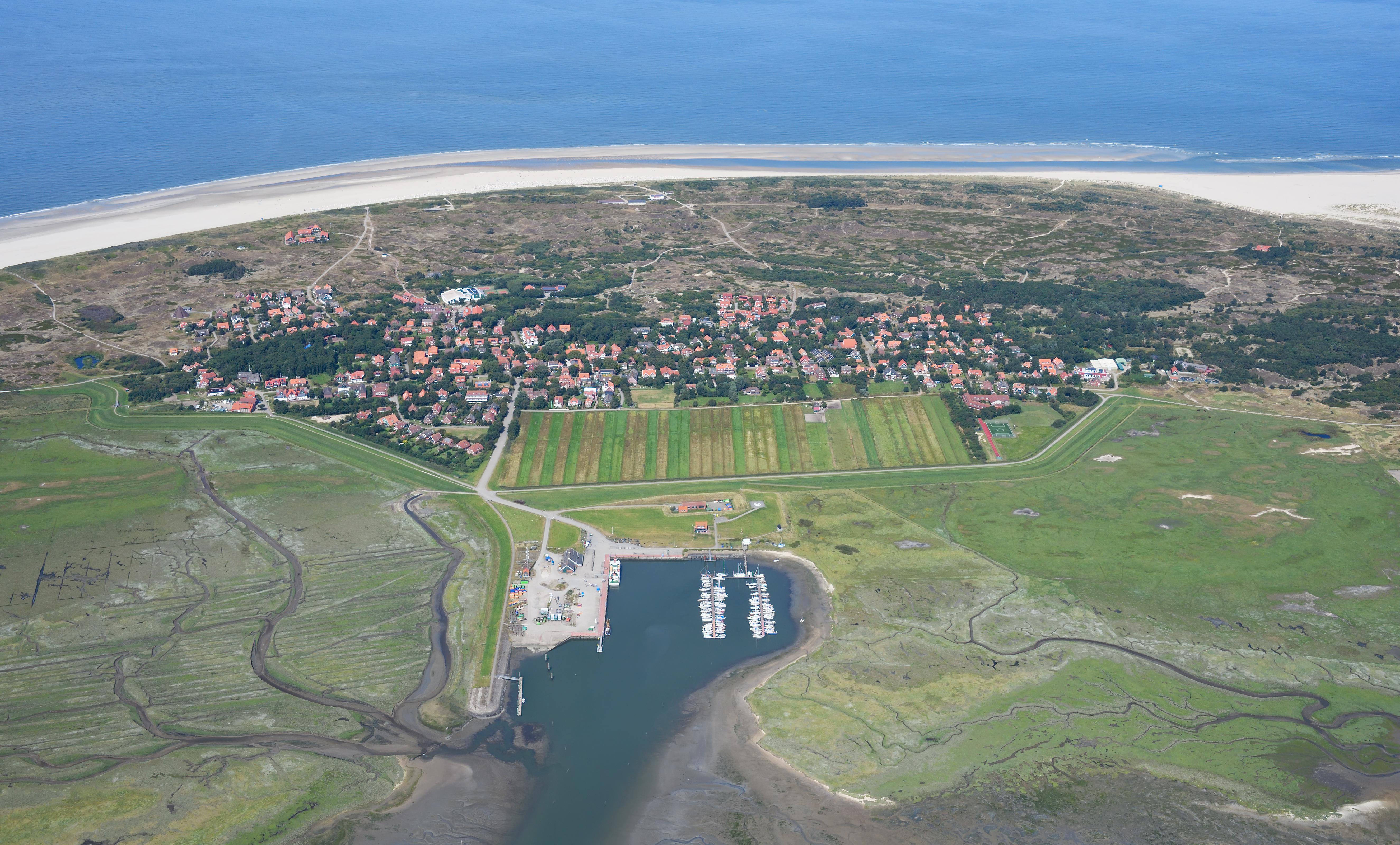
Luftbild von Süden her mit Hafen

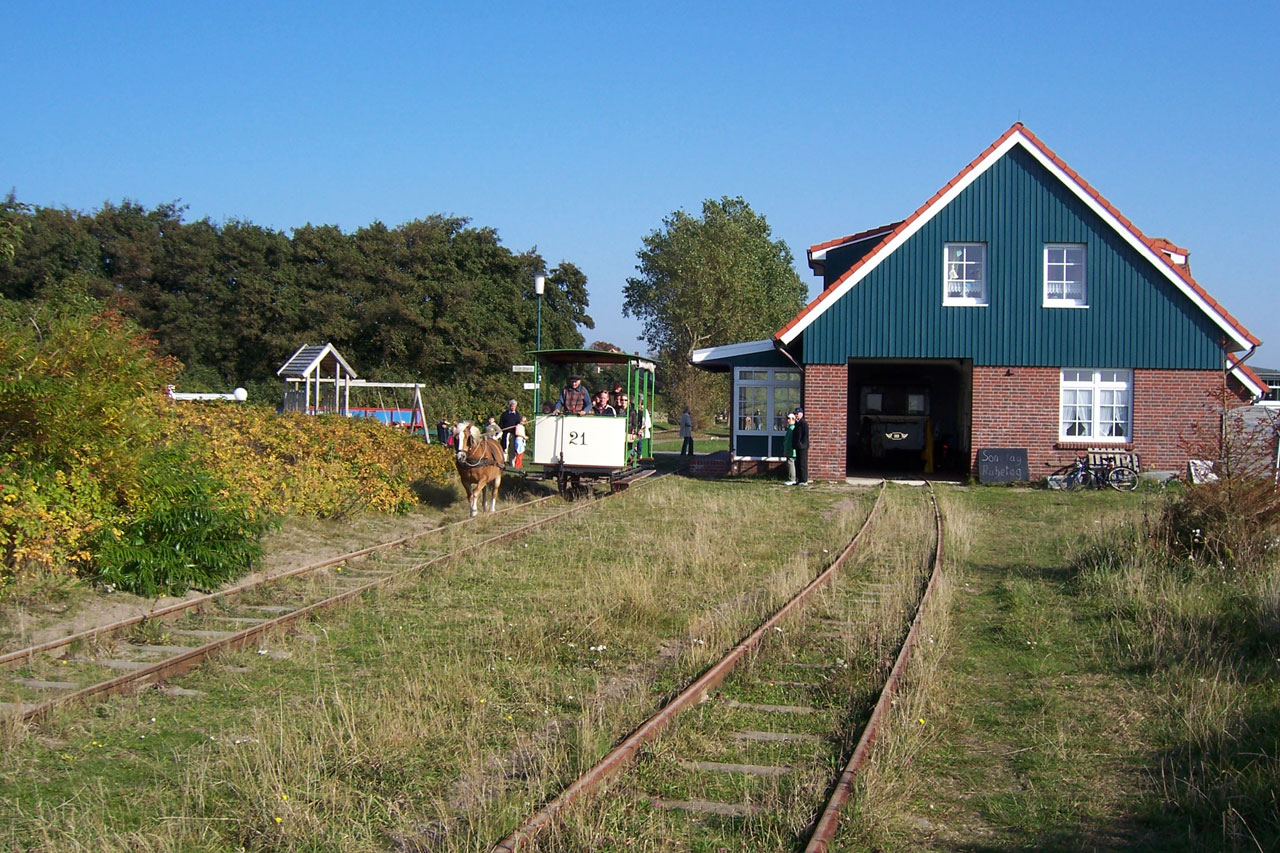
Die Museumspferdebahn am Bahnhof

#### Inselverkehr
Die Insel Spiekeroog ist bis auf die Einsatzfahrzeuge der Freiwilligen Feuerwehr und der Rettungswagen autofrei. Weiterhin dürfen einige größere Einrichtungen wie die Gemeinde, die Post- und Logistikdienste, das Internat und die Ferienheime schmale, batteriebetriebene Minicars nutzen. Es existiert auch eine Art Taxibetrieb mit golfplatztypischen Minicars unter dem Namen Inselmobi, der allerdings nur alte Menschen und Gehbehinderte transportieren darf. Ansonsten ist der Bollerwagen das typische Transportmittel für Gepäck und Kleinkinder auf der Insel.
Im Gegensatz zu den anderen ostfriesischen Inseln – mit Ausnahme von Baltrum – gibt es auf Spiekeroog keinen Fahrradverleih und nur sehr eingeschränkte Möglichkeiten zum Radwandern. Viele Wege im Dorfzentrum und zum Strand sind wegen ihrer Enge für Fahrräder gesperrt. Den Feriengästen wird von der Kurverwaltung abgeraten, Fahrräder mit auf die Insel zu bringen. Von den Einheimischen werden vielfach Fahrräder genutzt und teils an Gäste verliehen. Ein Versuch, die Fahrräder ganz von der Insel zu verbannen, verfehlte im Inselrat nur knapp die Mehrheit.
Spiekeroog ist die einzige bewohnte ostfriesische Insel ohne Flugplatz. Im Hafenbereich besteht ein Landeplatz für Hubschrauber mit den üblichen Standards. Er wird in der Regel für den Transport von Kranken und in strengen Wintern bei Einstellung der Schifffahrt für Lebensmitteltransporte sowie auch für den Abflug von Touristen von der Insel genutzt.

#### Fährverkehr
Der Fährverkehr zum Hafen Spiekeroog erfolgt durch regelmäßige Verbindungen vom Sielhafen Neuharlingersiel aus. Die Inselfähren werden durch die Touristikgesellschaft der Insel Nordseebad Spiekeroog GmbH betrieben. Den Hauptfährverkehr leisten die Schiffe Spiekeroog I und Spiekeroog II. Im April 2010 übernahm die neu erstandene Kombifähre Spiekeroog IV den früher vom Frachtschiff Tilde durchgeführten Gütertransport. In beschränktem Umfang befördert die Kombifähre auch Passagiere. Für Ausflugsfahrten und als Verstärkungsschiff diente bis 2013 die Spiekeroog III und bis 2014 die Spiekeroog Express. Seit 2023 verkehrt zudem die Schnellfähre WattnExpress zwischen Festland und der Insel. Die Fahrt dauert 20 Minuten und ist rund doppelt so schnell wie die herkömmlichen Fährschiffe.
Die ursprüngliche Planung, durch den geringen Tiefgang eine von der Tide unabhängige Verbindung zu schaffen, war aus technischen Gründen zunächst nicht möglich. Derzeit ist eine Überfahrt nur bei Hochwasser möglich.

#### Inselbahn
Bis zur Inbetriebnahme des ortsnahen neuen Hafens 1981 verkehrte eine dieselbetriebene Inselbahn zwischen dem alten Hafen und dem Inseldorf. Nach der Einstellung des Betriebes des alten Hafens wurden die sanierungsbedürftigen Gleise bis auf den Abschnitt Bahnhof–Westend abgebaut. Auf dem noch bestehenden Streckenabschnitt nahm eine Museumspferdebahn ihren Betrieb auf. Der von einem Pferd gezogene Wagen verkehrt in der Sommersaison mehrmals täglich zwischen Bahnhof und Westend. Schon zu Beginn des zunehmenden Tourismus in der Zeit vor dem Ersten Weltkrieg war es möglich, mit der Pferdebahn vom Dorf zum damaligen Badestrand zu fahren.

### Bildung

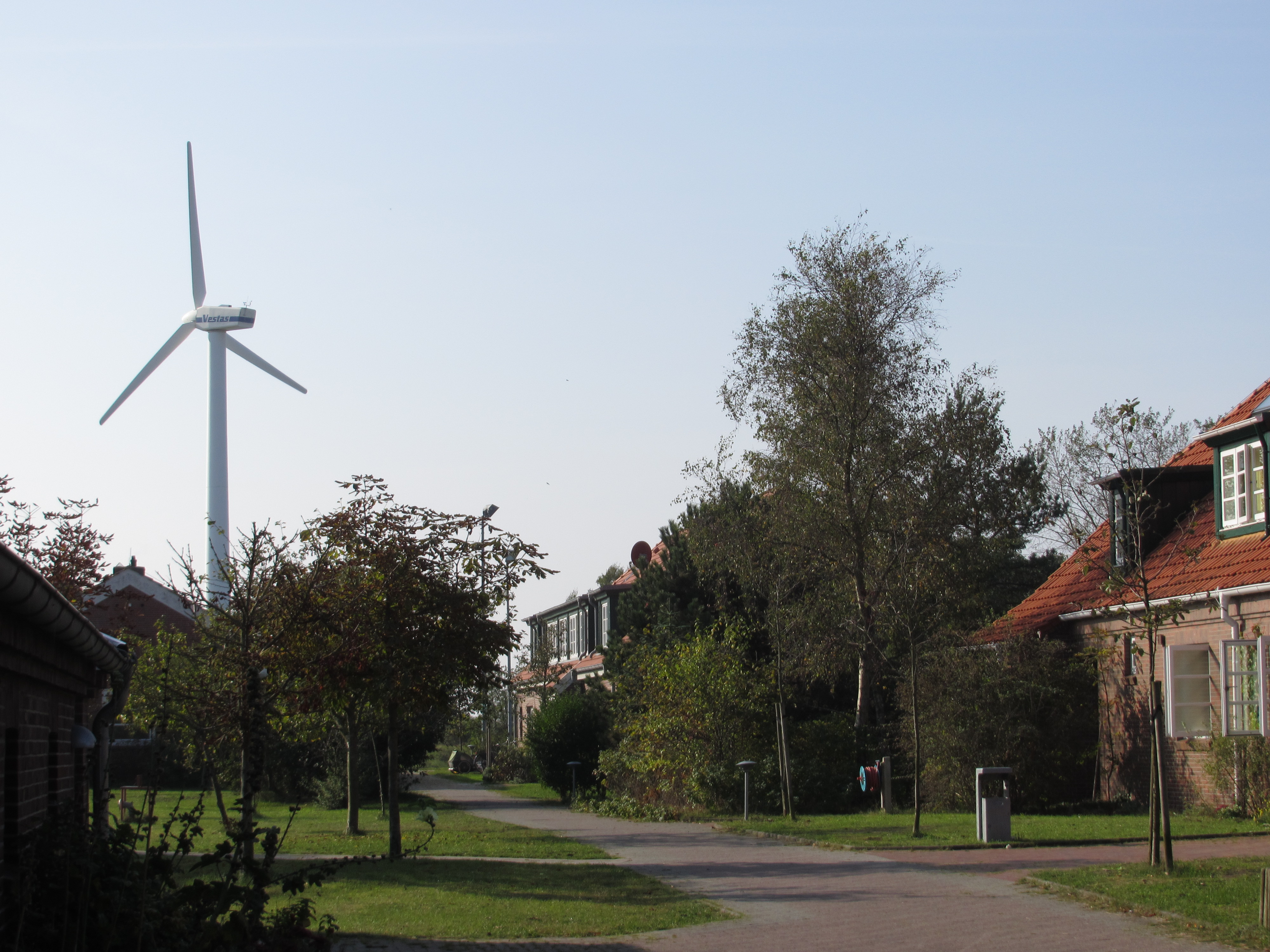
Hof der Hermann Lietz-Schule mit Vestas-Windkraftanlage

Spiekeroog verfügt über eine Inselschule (Grundschule und Oberschule) sowie über die Hermann Lietz-Schule als staatlich anerkanntes Gymnasium mit Internat in freier Trägerschaft. Die Schule gehört zu den fünf Hermann-Lietz-Schulen, ist jedoch seit 1984 rechtlich und wirtschaftlich von diesen unabhängig. Wie die anderen Schulen dieser Gruppe ist sie dem reformpädagogischen Konzept von Hermann Lietz verpflichtet.

## Flora und Fauna

### Flora

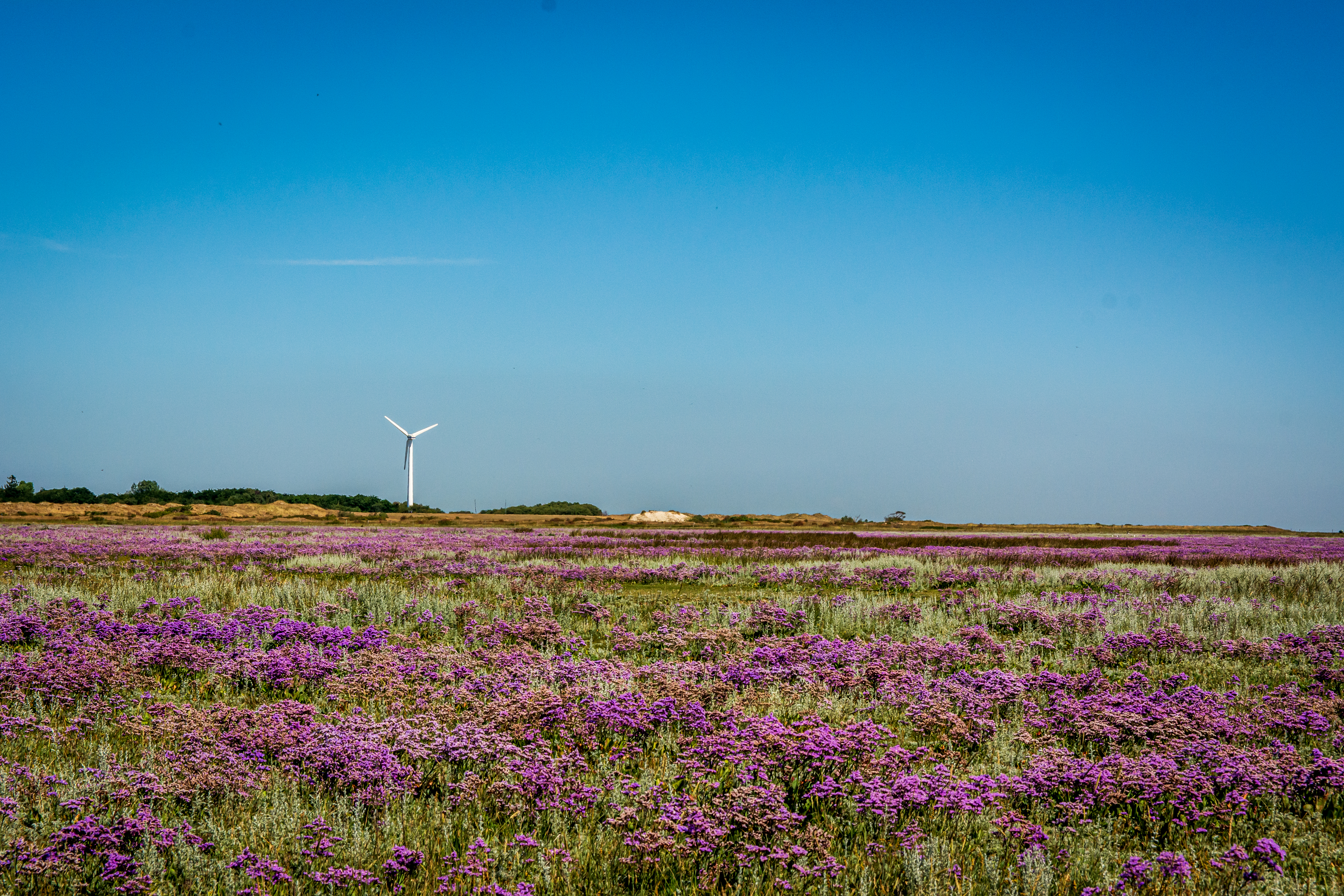
Salzwiese auf dem Ostergroen Spiekeroogs während der Strandfliederblüte

Die Braundünen von Spiekeroog sind an ihren Nordseiten von Krähenbeere bewachsen, an der Südseite finden sich unter anderem Silbergras, Rentierflechte und Kaktusmoos. Auf der Südseite der Insel finden sich artenreiche Salzwiesen, in denen unter anderem Quecke, Portulak-Keilmelde, Strandflieder, Strandastern, Strandbeifuß sowie in der unteren Salzwiese Queller und Strandsode wachsen. Außerdem kommen die seltene Strandwinde und die Stranddistel auf Spiekeroog vor.

### Fauna

#### Vögel

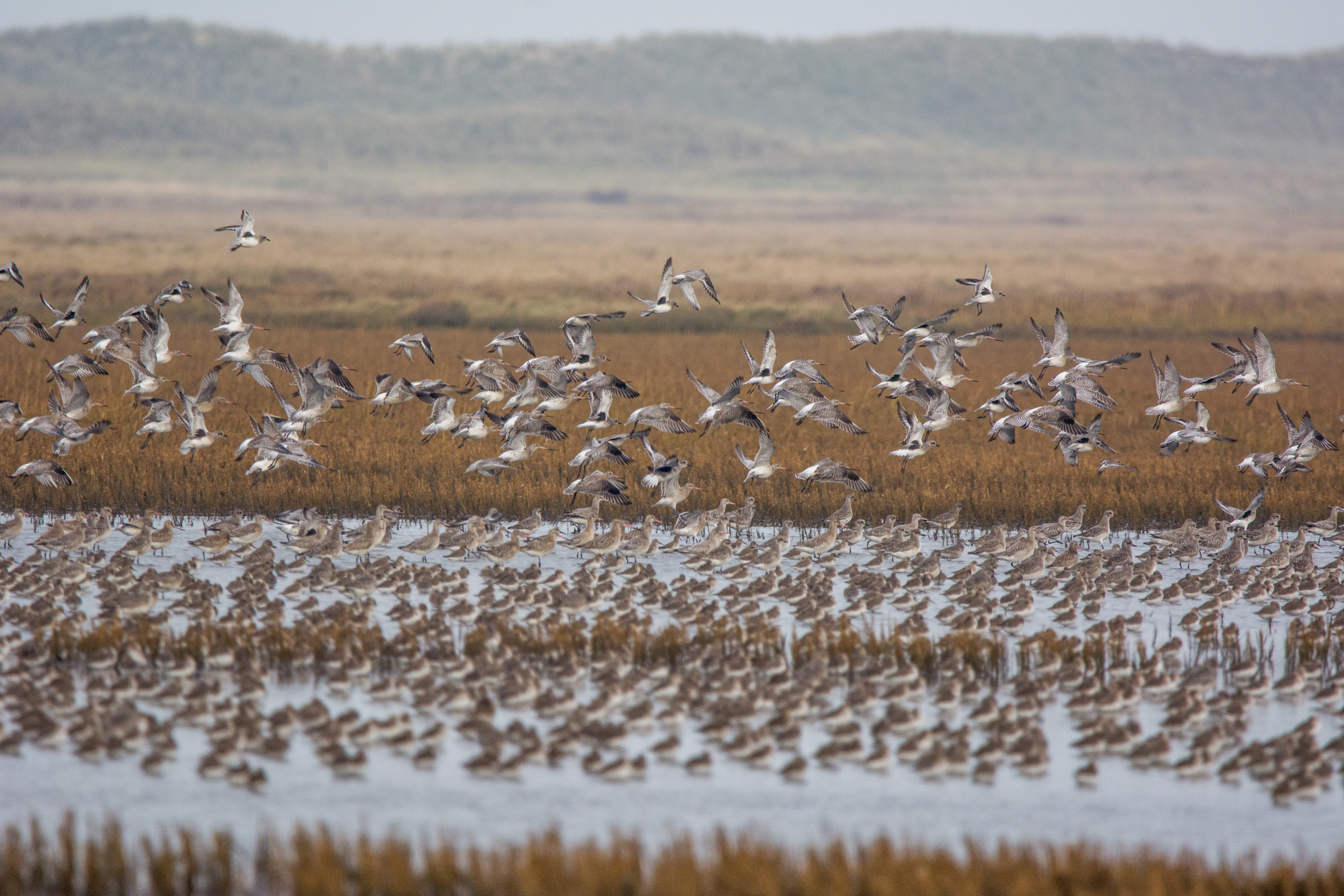
Rastende Limikolen auf Spiekeroog

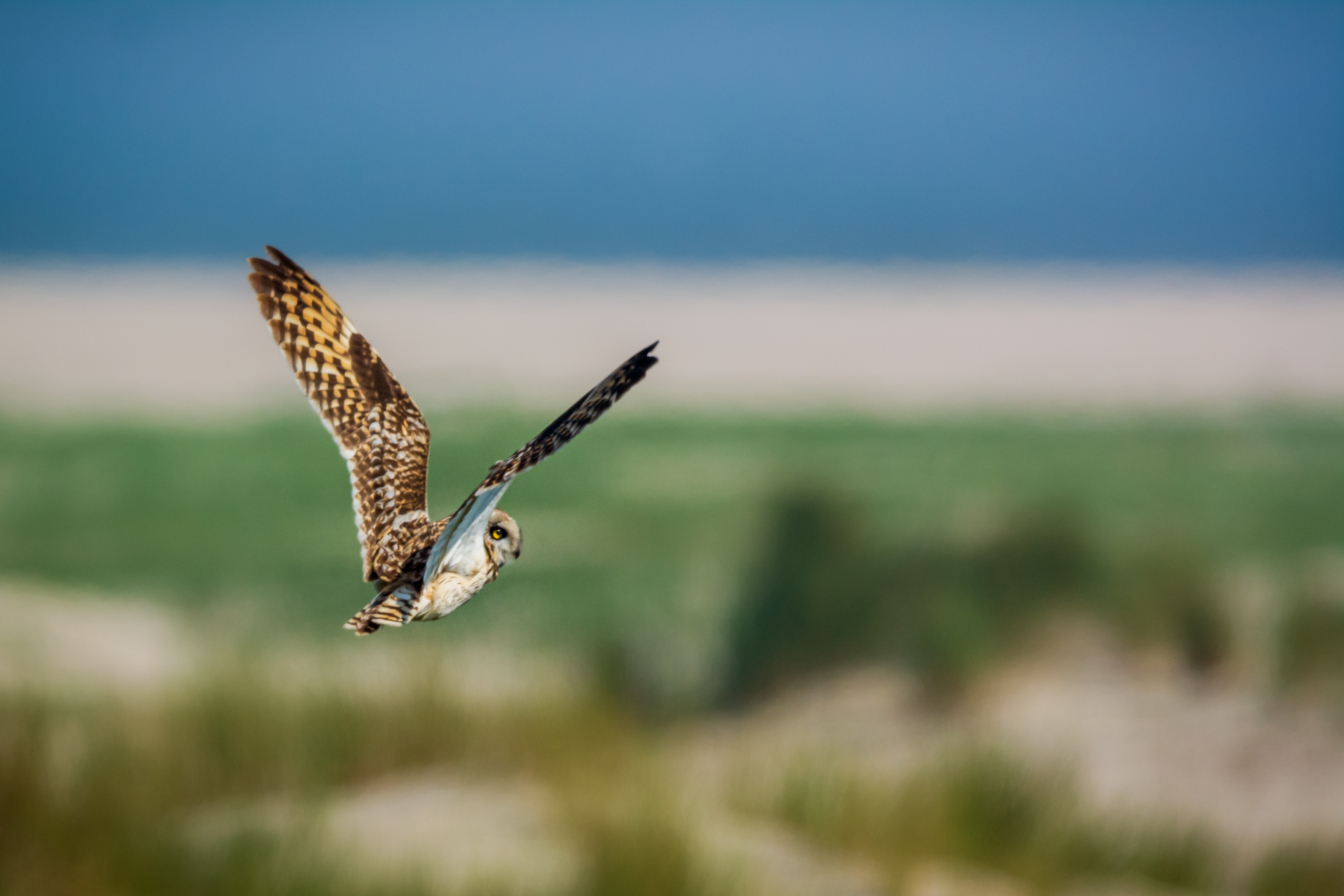
Sumpfohreule auf Spiekeroog

2022 brüteten auf Spiekeroog mindestens 76 verschiedene Vogelarten. Dazu gehören unter anderem Austernfischer, Kiebitze, Uferschnepfen, Rotschenkel, Säbelschnäbler, Große Brachvögel, Rohrweihen, Graugänse, Weißwangengänse, Eiderenten, Löffler, Feldlerchen, Wiesenpieper, Blaukehlchen und Rohrammern. Besonders im Osten der Insel finden sich auch große Möwenkolonien, in denen vor allem Silbermöwen, Heringsmöwen und Sturmmöwen brüten. Bedeutend ist außerdem der große Brutbestand an Sumpfohreulen – ca. 1/3 der deutschen Population brütet auf der Insel. Am Strand und auf vorgelagerten Sandbänken kommen typische Strandbrüter wie Sandregenpfeifer und Zwergseeschwalben vor. Für diese besonders gefährdeten Arten wird jährlich zur Brutzeit ein Gebiet rund um den alten Anleger an der Westspitze der Insel gesperrt.
Auch als Vogelrastplatz ist Spiekeroog sehr wertvoll. Während der Hauptzugzeit sind immer viele Rastvögel auf der Insel anzutreffen. Diese finden im Watt Muscheln, Würmer und andere Kleinlebewesen, weiden auf den Salzwiesen oder suchen am Spülsaum Nahrung. Häufige Rastvögel und regelmäßige Durchzügler sind unter anderem Alpenstrandläufer, Große Brachvögel, Pfuhlschnepfen, Austernfischer, Kiebitzregenpfeifer, Sandregenpfeifer, Knutts, Sanderlinge, Steinwälzer, Lachmöwen, Sturmmöwen, Mantelmöwen, Brandseeschwalben, Pfeifenten, Löffelenten, Krickenten, Trauerenten, Brandgänse, Weißwangengänse, Ringelgänse, Kornweihen und Schneeammern.
Insgesamt sind auf Spiekeroog bisher 315 Vogelarten nachgewiesen worden.

#### Säugetiere

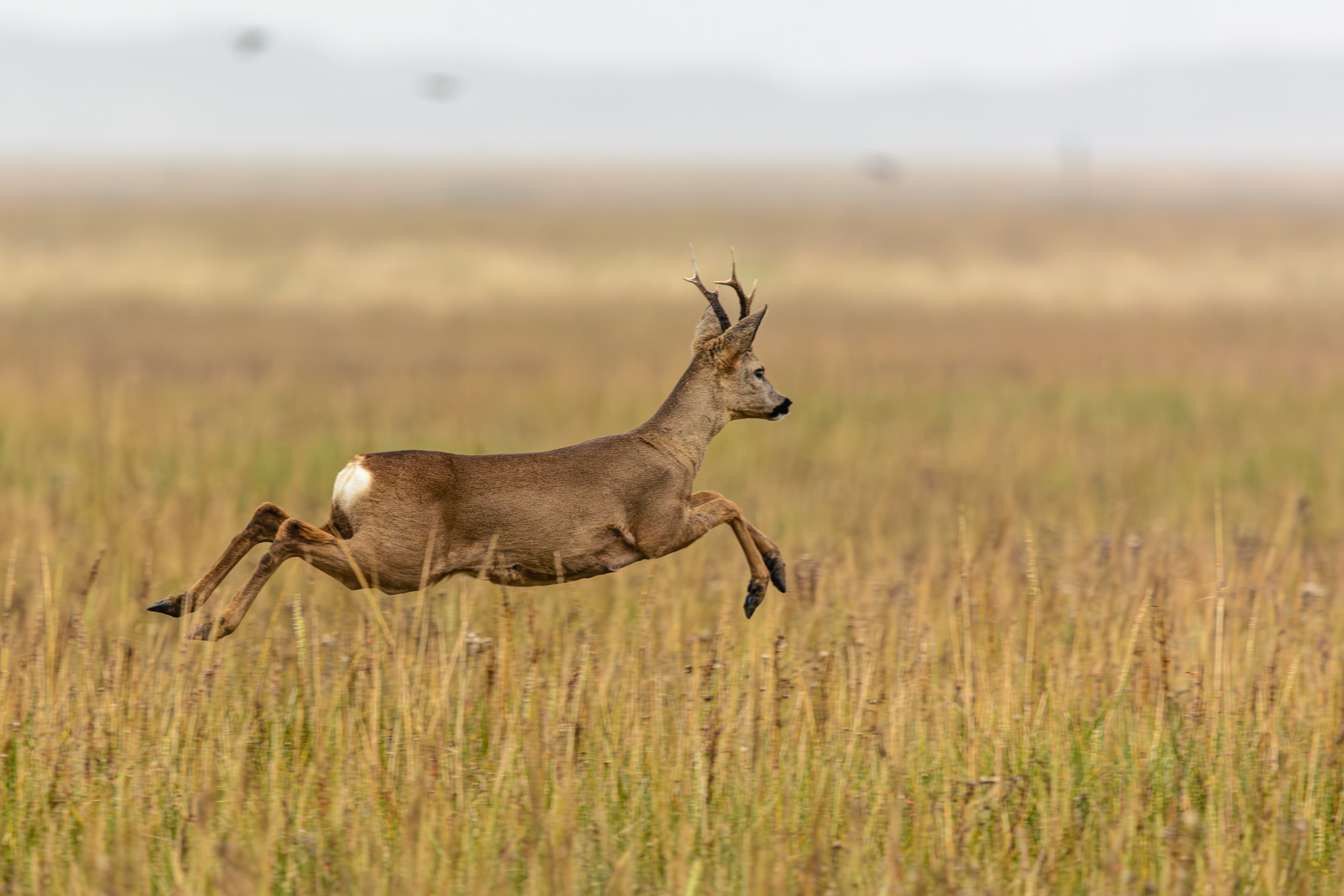
Rehbock auf der Spiekerooger Ostplate

Auf Spiekeroog leben ungefähr 50 Rehe, ob diese gezielt auf der Insel ausgesetzt wurden oder über das Watt auf die Insel kamen, ist ungeklärt. Außerdem findet man hier viele Feldhasen, die zu Jagdzwecken ausgesetzt wurden, nachdem 1880 alle Kaninchen auf Spiekeroog ausgerottet wurden. Auch Bisamratten kommen auf Spiekeroog vor.
Im Osten Spiekeroogs befindet sich eine Sandbank, auf der Seehunde und Kegelrobben rasten.

#### Sonstiges
Auf Spiekeroog kommt die seltene Kreuzkröte vor. Außerdem konnten dort 231 Käferarten, 15 Libellenarten und 43 Schmetterlingsarten (davon 17 Tagfalter und 24 Nachtfalter) nachgewiesen werden.

## Persönlichkeiten
- Hans Leuss (1861–1920), geboren auf Spiekeroog, erst antisemitischer Reichstagsabgeordneter, später SPD-Politiker
- Johannes Rau (1931–2006), Politiker (SPD), der achte Bundespräsident der Bundesrepublik Deutschland war von 2000 an Ehrenbürger von Spiekeroog; er verbrachte bis zu seinem Tod seine Urlaube auf Anraten seines Arztes auf Spiekeroog.
- Wernher von Braun (1912–1977), Raketeningenieur, machte 1930 vorzeitig sein Abitur auf der Hermann Lietz-Schule.[46]